# Altenberg (Erzgebirge)

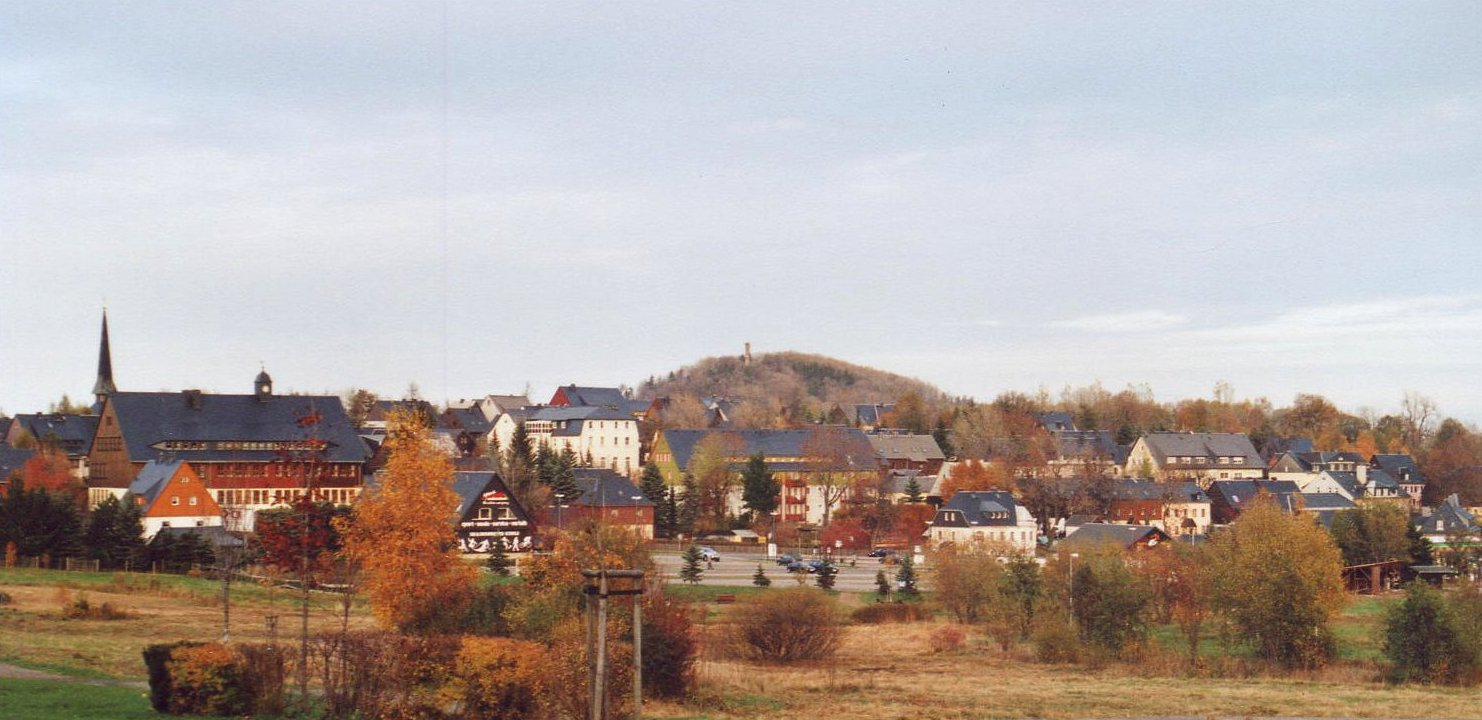
Blick auf Altenberg mit Geisingberg im Hintergrund

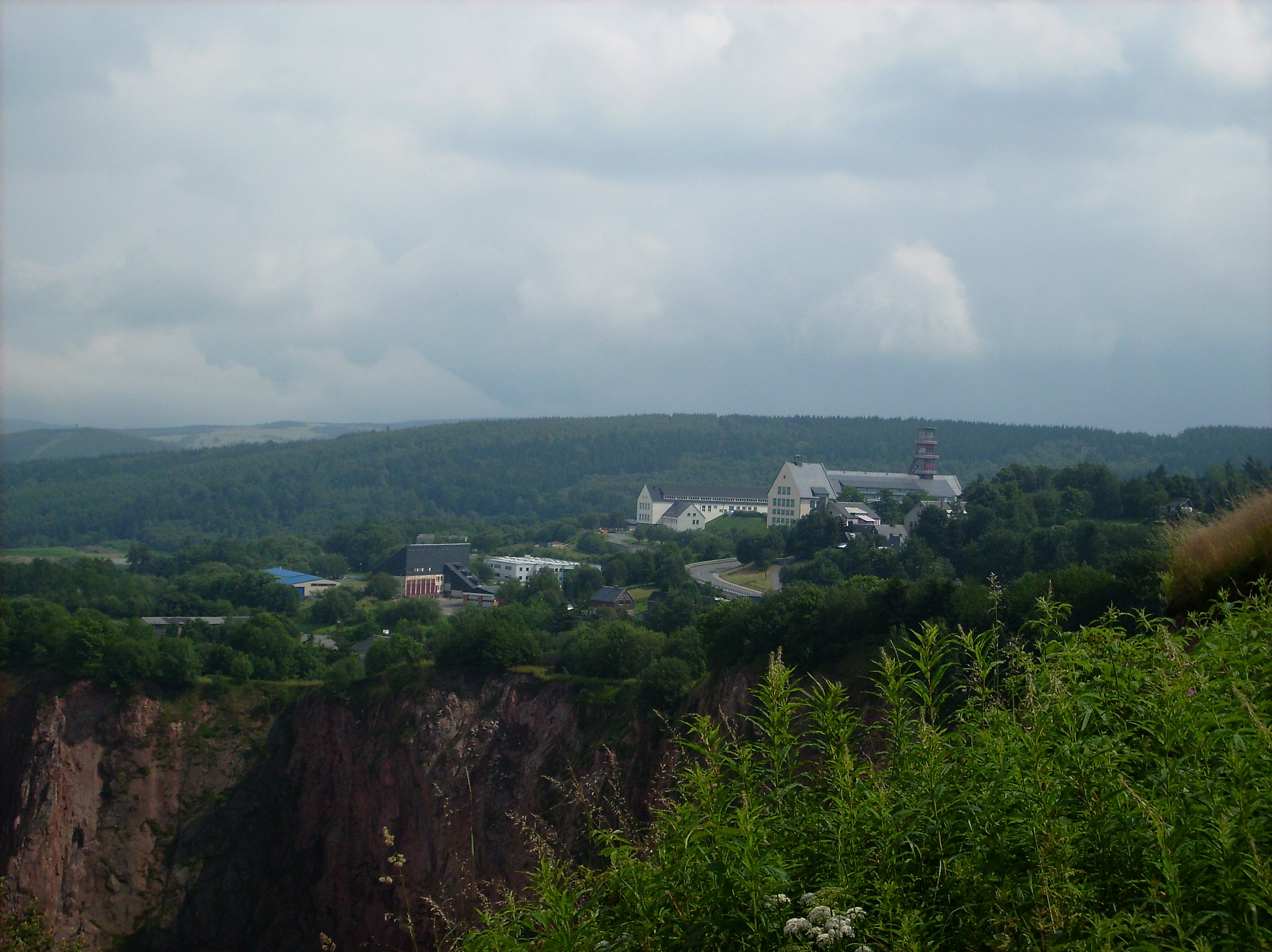
Blick über die Pinge auf die Reste der Tagesanlagen um den Arno-Lippmann-Schacht (2009)

Altenberg ist eine Stadt im sächsischen Landkreis Sächsische Schweiz-Osterzgebirge. Die Gemeindeteile Altenberg, Oberbärenburg, Schellerhau, Zinnwald-Georgenfeld und Geising zählen zu den „staatlich anerkannten Kurorten“ im Osterzgebirge. Die Stadt ist Sitz der Verwaltungsgemeinschaft Altenberg. Historisch war der Zinnerzbergbau über Jahrhunderte bedeutend.

## Geographie

### Lagebeschreibung
Die Stadt Altenberg befindet sich im Osterzgebirge, ihr höchster Punkt ist der Kahleberg (905 m ü. NN). Im Gemeindegebiet entspringt die Rote Weißeritz, einer der beiden Quellflüsse der Weißeritz. Während die Ortsteile Kipsdorf und Bärenstein im Weißeritztal beziehungsweise Müglitztal auf etwa 400 bis 500 m Höhe liegen, liegt der Ortsteil Falkenhain auf etwa 650 bis 700 m Höhe; der Ortsteil Zinnwald-Georgenfeld liegt auf über 800 m Höhe. Nördlich von Altenberg befindet sich die Wüstung Weigelswalde.
Die Grenze zu Tschechien ist fünf Kilometer entfernt.

### Stadtgliederung
Zur Stadt Altenberg gehören die Gemeindeteile (geordnet nach dem Zeitpunkt der Eingliederung):
- Hirschsprung
- Rehefeld-Zaunhaus
- Zinnwald-Georgenfeld
- Luftkurort Kipsdorf
- Bärenburg mit Kurort Oberbärenburg und Waldbärenburg
- Schellerhau
- Kurort Bärenfels
- Falkenhain
- Waldidylle
- Bärenstein
- Geising
- Löwenhain
- Fürstenau
- Gottgetreu
- Müglitz
- Fürstenwalde
- Rudolphsdorf
- Kratzhammer
- Liebenau
- Lauenstein

Bärenstein, Geising und Lauenstein sind Stadtteile, die anderen Orte werden als Ortsteile bezeichnet.
| Ortsteil                   | Eingemeindung | Einwohnerzahl |
| -------------------------- | ------------- | ------------- |
| Kurort Altenberg (Kernort) | –             | 1904          |
| Kurort Bärenfels           | 1999          | 0279          |
| Bärenstein                 | 2004          | 0900          |
| Falkenhain                 | 1999          | 0232          |
| Fürstenau                  | 2011          | 0183          |
| Fürstenwalde               | 2011          | 0301          |
| Geising                    | 2011          | 1206          |
| Gottgetreu                 | 2011          | 0020          |
| Hirschsprung               | 1965          | 0124          |
| Luftkurort Kipsdorf        | 1996          | 0273          |
| Lauenstein                 | 2011          | 0517          |
| Liebenau                   | 2011          | 0424          |
| Löwenhain                  | 2011          | 0178          |
| Müglitz                    | 2011          | 0029          |
| Neu-Rehefeld               | 1994          | 0014          |
| Kurort Oberbärenburg       | 1996          | 0214          |
| Rehefeld-Zaunhaus          | 1994          | 0145          |
| Schellerhau                | 1996          | 0383          |
| Waldbärenburg              | 1996          | 0021          |
| Waldidylle                 | 1999          | 0139          |
| Zinnwald-Georgenfeld       | 1994          | 0423          |

Stand der Einwohnerzahlen: 31. Dezember 2018

## Geschichte

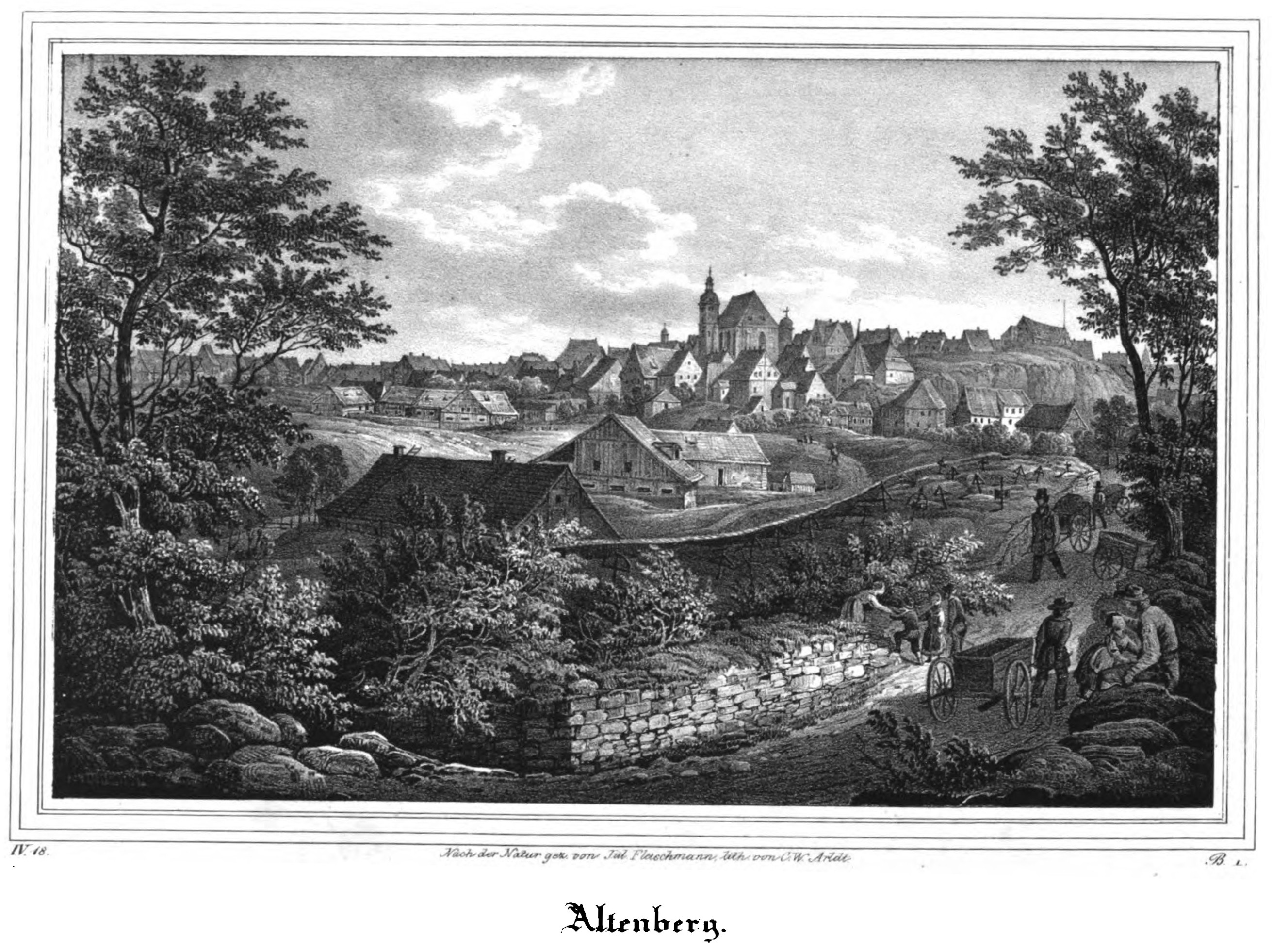
Ansicht von 1839

### Gründung
Nachdem Bergleute am südlichen Fuß des Erzgebirges im Umfeld von Krupka (Graupen) wahrscheinlich bereits im 12. Jahrhundert mit dem Abbau von Zinnseifen begonnen hatten, drangen sie in späteren Jahrzehnten auf der Suche nach der eigentlichen Lagerstätte immer weiter in Richtung Erzgebirgskamm vor. Dabei entdeckten sie zuerst die Vorkommen um Zinnwald (1378 urkundlich erwähnt), bevor sie um 1440 in Altenberg fündig wurden. Die Lagerstätte, der sogenannte Zwitterstock, erwies sich im Laufe der Jahrhunderte als bedeutendste Zinnlagerstätte Mitteleuropas. Im unmittelbaren Umfeld der zahllosen kleinen Zechen, in denen die Förderung begann, entstand Altenberg als Streusiedlung der Bergleute.

### Entwicklung der Stadt
Ursprünglich gehörten die Flurstücke den Herren von Bernstein, Besitzer der Bärensteiner Herrschaft. Am 16. Dezember 1446 verkaufte der Ritter Hans von Bernstein den vierten Teil seiner Herrschaft an den Kurfürsten, damit wurde der Kurfürst Grundherr des Gebietes mit dem jetzigen Altenberg. Aufgrund der Ergiebigkeit der Erzlagerstätte entwickelte sich der Ort rasch zur wichtigsten Bergstadt im Osterzgebirge. Der wirtschaftliche Aufschwung führte bereits 1451 zur Verleihung des Stadt- und Marktrechtes. In diesem Zusammenhang wurde der Ort als „frymarkt“ erwähnt. Als Stadt wurde Altenberg 1489 als „uf dem Aldenberge“ und 1534 als „zum Aldenbergk“ erwähnt. Der Name wird als (im Vergleich mit dem Berg und dem Ort Geising) alter Berg erklärt. Vom bis ins 20. Jahrhundert wirtschaftlich prägenden Bergbau zeugen noch die Altenberger Pinge, ein 1620 entstandener Einsturztrichter, die Zinnwäsche (technische Schauanlage), eine der ehemals 13 Wäschen mit Pochwerken und Schüttelherden im Raum Altenberg-Geising-Zinnwald, sowie der Neubeschert-Glück-Stolln, in dem die alten Abbauverfahren nachgestaltet sind.
Seit dem 18./19. Jahrhundert ergänzten verschiedene Heimarbeiten (Holzspielzeug- und Strohblumenproduktion) die Erwerbsmöglichkeiten im Bergbau. In der ersten Hälfte des 20. Jahrhunderts entwickelte sich Altenberg aufgrund der schneesicheren Lage und der guten Erreichbarkeit (1923 Anschluss an das Eisenbahnnetz) zum Wintersportzentrum im Osterzgebirge.
Vom 9. bis 14. Februar 1937 fanden in Altenberg die Deutschen Ski-Meisterschaften statt.
Von direkten Kampfhandlungen des Zweiten Weltkrieges blieb Altenberg bis unmittelbar vor Kriegsende verschont. Im Zuge der Prager Operation rückten sowjetische Truppen ab dem 6. Mai 1945 über den Kamm des Osterzgebirges in Richtung Prag vor. Dabei kam es in Altenberg und Umgebung zu Rückzugsgefechten mit den Truppen der deutschen Heeresgruppe Mitte. Zur Unterbrechung der Rückzugswege wurde der Altenberger Bahnhof am 4., 5. und 7. Mai 1945 aus der Luft angegriffen. Dabei wurde auch die Stadtkirche St. Nikolaus aus dem frühen 16. Jahrhundert zerstört, die Ruine wurde 1953 abgetragen. Am 8. Mai 1945 wurden die durch die Stadt nach Böhmen flüchtenden deutschen Truppen nochmals mehrfach von sowjetischen Tieffliegern angegriffen. Angehörige der Wehrmacht plünderten am 9. Mai die teilweise verlassenen Häuser und versorgten sich mit Zivilbekleidung. Gleichzeitig kam es zu einem Gefecht zwischen den sowjetischen Truppen und einer im April 1945 in Altenberg gegründeten Werwolfgruppe. Am Abend des 9. Mai brach in der Stadt ein Brand aus, der sich bis zum nächsten Tag auf einen Großteil der Bebauung ausbreitete und 120 Wohnhäuser vernichtete. Die Ursachen des Brandes sind bis heute nicht restlos geklärt. Insgesamt wurden in den letzten Kriegstagen etwa drei Viertel des historischen Stadtzentrums zerstört. Unter den vernichteten Bürgerhäusern waren zahlreiche charakteristische Bauten des 17. und 18. Jahrhunderts. Als vornehmstes Gebäude galt das aus dem 17. Jahrhundert stammende Gewerkenhaus am Breiten Markt. Es hatte über dem Erdgeschoss aus Bruchstein ein Fachwerkobergeschoss und ein steiles Walmdach.

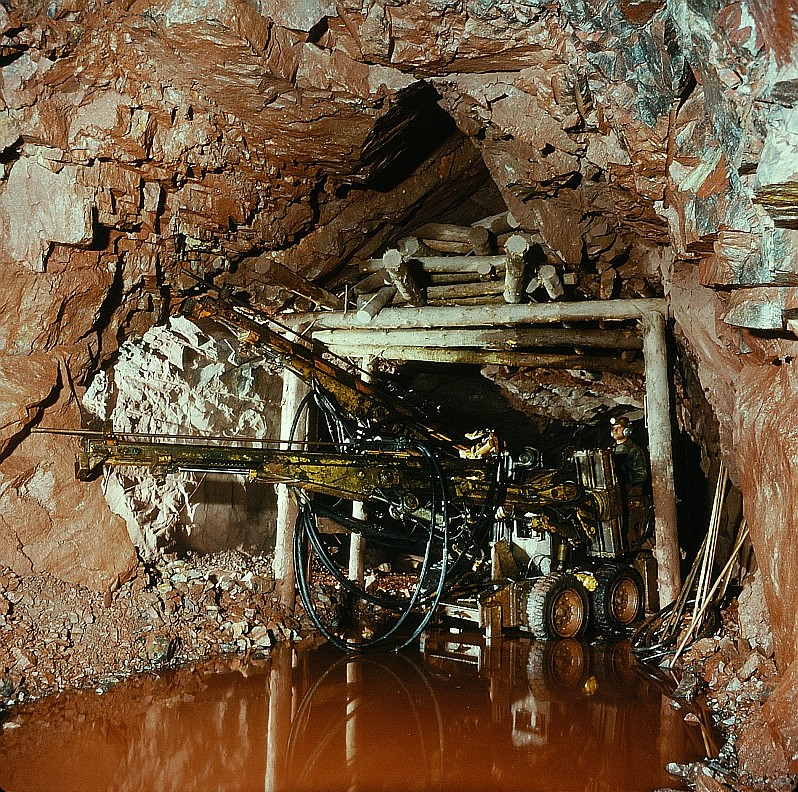
Zinnerzabbau unter Tage (1980)

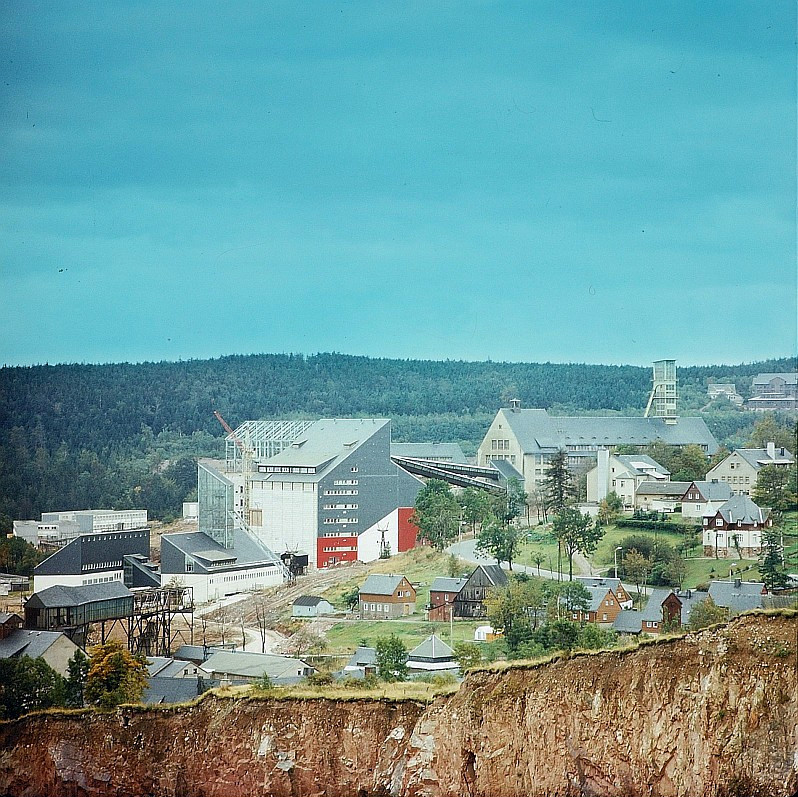
Blick auf die Tagesanlagen des VEB Zinnerz (1982)

In den 1950er Jahren begann der Ausbau des Kurwesens. Nachdem der Bergbau 1991 aus wirtschaftlichen Gründen eingestellt worden war, konzentrierte sich der Ort verstärkt auf den Fremdenverkehr und das Erholungs- und Kurwesen. Altenberg hat sich zu einem bedeutenden Wintersportzentrum im Osterzgebirge entwickelt.

### Eingemeindungen
Hirschsprung wurde 1965 eingemeindet. Es folgten zwei Gemeinden 1994, drei Gemeinden 1996, zwei Gemeinden 1999, Bärenstein 2004 und Geising 2011.
| Ehemalige Gemeinde   | Datum          | Anmerkung                                               |
| -------------------- | -------------- | ------------------------------------------------------- |
| Bärenburg            | 1. Januar 1996 |                                                         |
| Bärenfels            | 1. Januar 1999 |                                                         |
| Bärenstein (Dorf)    | 1926           | Eingemeindung nach Bärenstein (Stadt)                   |
| Bärenstein (Stadt)   | 1. Januar 2004 |                                                         |
| Falkenhain           | 1. Januar 1999 |                                                         |
| Fürstenau            | 1. Januar 1994 | Eingemeindung nach Geising                              |
| Fürstenwalde         | 1. Januar 1994 | Eingemeindung nach Geising                              |
| Geising              | 1. Januar 2011 |                                                         |
| Georgenfeld          | 1. Juli 1950   | Zusammenschluss mit Zinnwald zu Zinnwald-Georgenfeld    |
| Hirschsprung         | 1. Januar 1965 |                                                         |
| Kipsdorf             | 1. April 1996  |                                                         |
| Lauenstein           | 1. März 1994   | Eingemeindung nach Bärenstein                           |
| Liebenau             | 1. Januar 1994 | Eingemeindung nach Geising                              |
| Löwenhain            | 1. Januar 1974 | Eingemeindung nach Geising                              |
| Rehefeld             | 1. März 1879   | Zusammenschluss mit Zaunhaus zu Rehefeld-Zaunhaus       |
| Rehefeld-Zaunhaus    | 1. Januar 1994 |                                                         |
| Schellerhau          | 1. Januar 1996 |                                                         |
| Zaunhaus             | 1. März 1879   | Zusammenschluss mit Rehefeld zu Rehefeld-Zaunhaus       |
| Zinnwald             | 1. Juli 1950   | Zusammenschluss mit Georgenfeld zu Zinnwald-Georgenfeld |
| Zinnwald-Georgenfeld | 1. Januar 1994 |                                                         |

### Eingemeindung von Geising
Der Geisinger Stadtrat stimmte am 21. Dezember 2010 mehrheitlich der Eingemeindung nach Altenberg zum 1. Januar 2011 zu. Durch die Kommunalaufsicht des Landkreises Sächsische Schweiz-Osterzgebirge wurde die Eingemeindung am 29. Dezember 2010 genehmigt. Sie wurde maßgeblich durch die prekäre finanzielle Situation Geisings beeinflusst. Die Stadt konnte 2010 keinen ausgeglichenen Haushalt mehr vorlegen, die Schulden beliefen sich Ende 2010 auf 4,8 Mio. €, darunter allein 2,28 Mio. € Fehlbeträge.
Durch die Eingemeindung wuchs Altenberg auf eine Fläche von über 146 km² und wurde damit die mit Abstand größte Gemeinde im Landkreis. Die Einwohnerzahl stieg von ca. 5.700 Einwohnern auf knapp 8.900 Einwohner. Zugleich entstand eine neue regionale Touristenhochburg: 2009 zählten beide Gemeinden zusammen knapp 423.000 Übernachtungen, dies entspricht ca. 17 % der im Landkreis registrierten Übernachtungen. Tourismus und Kurwesen sichern in beiden Gemeinden ca. 1.800 Arbeitsplätze.

### Entwicklung der Einwohnerzahl
| Jahr | Einwohner                                                             |
| ---- | --------------------------------------------------------------------- |
| 1550 | 228 besessene Mann und 196 Inwohner (entspricht 1.341 Einwohnern) (1) |
| 1697 | 1104 (2)                                                              |
| 1501 | 35 Haus- und Grundbesitzer (etwa 240 Einwohner)                       |
| 1764 | 1220 und 72 Häusler                                                   |
| 1792 | 1365                                                                  |
| 1801 | 1374                                                                  |
| 1815 | 1378                                                                  |
| 1834 | 1913 (3)                                                              |
| 1871 | 2352                                                                  |

| Jahr | Einwohner |
| ---- | --------- |
| 1890 | 1888      |
| 1910 | 1836      |
| 1925 | 1740      |
| 1939 | 2032      |
| 1946 | 1796      |
| 1960 | 2314      |
| 1964 | 2389      |
| 1970 | 2490      |
| 1990 | 3594      |

| Jahr | Einwohner |
| ---- | --------- |
| 1995 | 4549      |
| 2000 | 5848      |
| 2005 | 6007      |
| 2010 | 5596      |
| 2015 | 8211      |
| 2020 | 7880      |

- historische Daten zusammengestellt nach:
  - Östliches Erzgebirge (= Werte der deutschen Heimat. Band 10). 1. Auflage. Akademie-Verlag, Berlin 1966.
  - Karlheinz Blaschke: Das Städtewesen vom 12. bis zum 19. Jahrhundert. Beiheft zum Atlas für Geschichte und Landeskunde von Sachsen. Leipzig / Dresden 2003
  - Albert Schiffner: Handbuch der Geographie, Statistik und Topographie des Königreiches Sachsen Band2. Leipzig 1840
- ab 1990 Angaben des Statistischen Landesamtes des Freistaates Sachsen
- ab 1991: Stand zum 31. Dezember des jeweiligen Jahres

(1): errechnet nach Steuerlisten

(2): erwachsene Einwohner, darunter 244 Bürger, 184 Häuser und 138 wüste Wohnstellen

(3): 243 Häuser

## Politik
2024 fand in Altenberg ein Bürgerentscheid zum Thema „Soll die Teilfläche des Flurstückes 1110/1 der Gemarkung Altenberg zum Zwecke der Errichtung eines Einkaufszentrums verkauft werden?“ statt. Der Bürgerentscheid scheiterte.

### Stadtrat

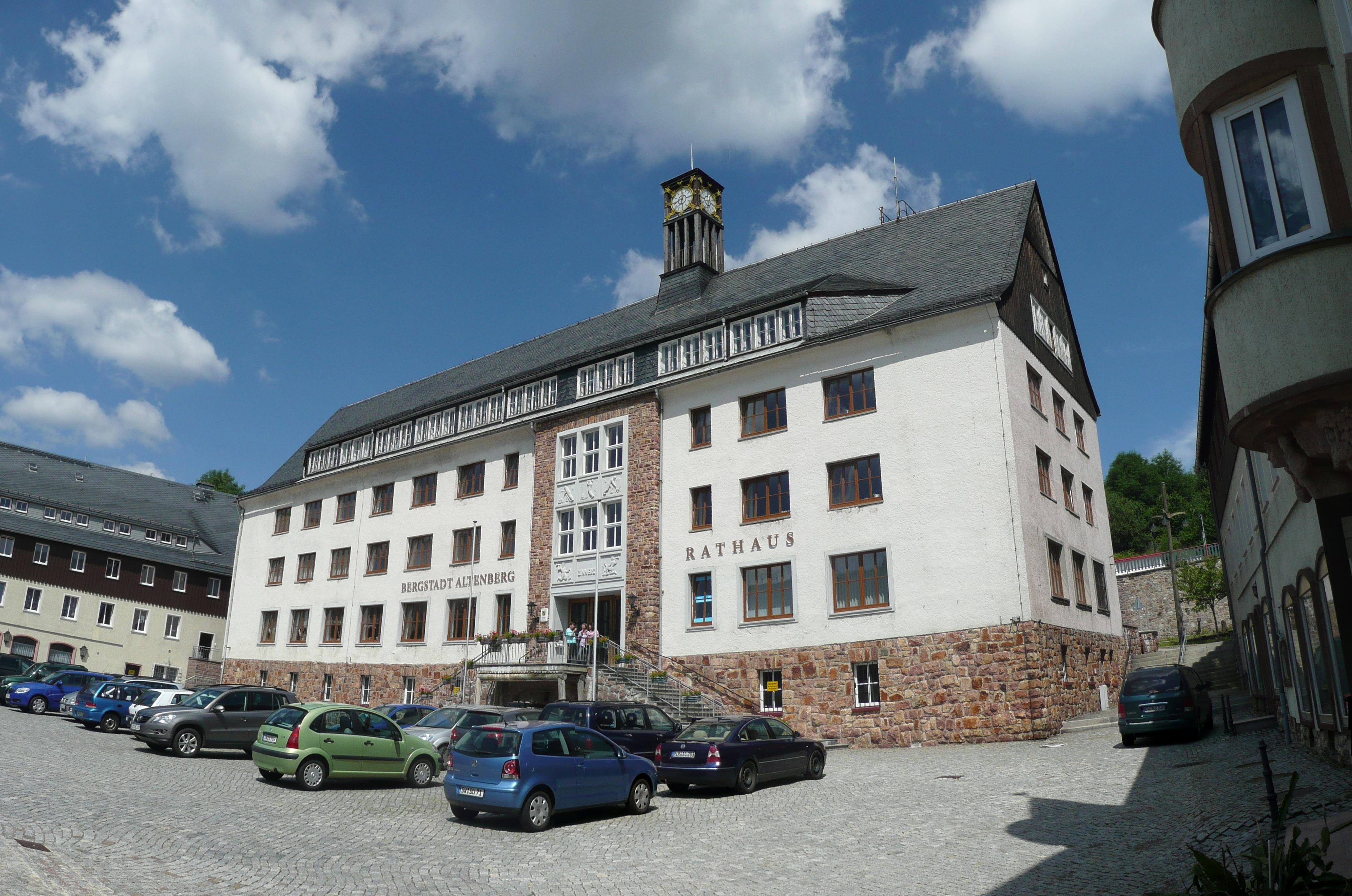
Rathaus Altenberg

Seit der Stadtratswahl am 9. Juni 2024 verteilen sich die 22 Sitze des Stadtrates wie nebenstehend auf die einzelnen Gruppierungen. Ergebnisse früherer Wahlen sind tabellarisch aufgelistet.
| Stadtrat ab 2024Insgesamt 22 Sitze - Linke: 2 - BWV: 2 - FWA: 4 - WVG: 3 - WGG: 2 - CDU: 4 - AfD: 5 | Liste                          | 2024   | 2024   | 2019   | 2019   | 2014   | 2014   |
| Stadtrat ab 2024Insgesamt 22 Sitze - Linke: 2 - BWV: 2 - FWA: 4 - WVG: 3 - WGG: 2 - CDU: 4 - AfD: 5 | Liste                          | Sitze  | in %   | Sitze  | in %   | Sitze  | in %   |
| Stadtrat ab 2024Insgesamt 22 Sitze - Linke: 2 - BWV: 2 - FWA: 4 - WVG: 3 - WGG: 2 - CDU: 4 - AfD: 5 | AfD                            | 5      | 24,0   | 4      | 16,2   | –      | –      |
| Stadtrat ab 2024Insgesamt 22 Sitze - Linke: 2 - BWV: 2 - FWA: 4 - WVG: 3 - WGG: 2 - CDU: 4 - AfD: 5 | Freie Wähler Altenberg         | 4      | 20,4   | 7      | 29,9   | 8      | 30,8   |
| Stadtrat ab 2024Insgesamt 22 Sitze - Linke: 2 - BWV: 2 - FWA: 4 - WVG: 3 - WGG: 2 - CDU: 4 - AfD: 5 | CDU                            | 4      | 17,5   | 4      | 19,2   | 7      | 30,6   |
| Stadtrat ab 2024Insgesamt 22 Sitze - Linke: 2 - BWV: 2 - FWA: 4 - WVG: 3 - WGG: 2 - CDU: 4 - AfD: 5 | Wählervereinigung Geising      | 3      | 12,6   | 3      | 14,4   | 2      | 8,7    |
| Stadtrat ab 2024Insgesamt 22 Sitze - Linke: 2 - BWV: 2 - FWA: 4 - WVG: 3 - WGG: 2 - CDU: 4 - AfD: 5 | Wählergemeinschaft Grenzland   | 2      | 10,4   | –      | –      | –      | –      |
| Stadtrat ab 2024Insgesamt 22 Sitze - Linke: 2 - BWV: 2 - FWA: 4 - WVG: 3 - WGG: 2 - CDU: 4 - AfD: 5 | Bärensteiner Wählervereinigung | 2      | 8,1    | 2      | 9,9    | 1      | 7,5    |
| Stadtrat ab 2024Insgesamt 22 Sitze - Linke: 2 - BWV: 2 - FWA: 4 - WVG: 3 - WGG: 2 - CDU: 4 - AfD: 5 | Linke                          | 2      | 7,0    | 2      | 10,5   | 3      | 11,6   |
| Stadtrat ab 2024Insgesamt 22 Sitze - Linke: 2 - BWV: 2 - FWA: 4 - WVG: 3 - WGG: 2 - CDU: 4 - AfD: 5 | NPD                            | –      | –      | –      | –      | 1      | 4,7    |
| Stadtrat ab 2024Insgesamt 22 Sitze - Linke: 2 - BWV: 2 - FWA: 4 - WVG: 3 - WGG: 2 - CDU: 4 - AfD: 5 | FWG Zinnwald-Georgenfeld       | –      | –      | –      | –      | –      | 3,8    |
| Stadtrat ab 2024Insgesamt 22 Sitze - Linke: 2 - BWV: 2 - FWA: 4 - WVG: 3 - WGG: 2 - CDU: 4 - AfD: 5 | SPD                            | –      | –      | –      | –      | –      | 1,6    |
| Stadtrat ab 2024Insgesamt 22 Sitze - Linke: 2 - BWV: 2 - FWA: 4 - WVG: 3 - WGG: 2 - CDU: 4 - AfD: 5 | FDP                            | –      | –      | –      | –      | –      | 0,8    |
| Stadtrat ab 2024Insgesamt 22 Sitze - Linke: 2 - BWV: 2 - FWA: 4 - WVG: 3 - WGG: 2 - CDU: 4 - AfD: 5 | Wahlbeteiligung                | 75,2 % | 75,2 % | 73,0 % | 73,0 % | 64,3 % | 64,3 % |

### Bürgermeister
Bürgermeister ist seit 2022 Markus Wiesenberg (CDU). Ende März 2025 kündigte Wiesenberg aufgrund von kommunaler Finanznot und Unstimmigkeiten mit dem Stadtrat seinen Rücktritt zum Jahresende an.
| Wahl | Bürgermeister    | Vorschlag | Wahlergebnis (in %) |
| ---- | ---------------- | --------- | ------------------- |
| 2022 | Markus Wisenberg | CDU       | 71,2                |
| 2015 | Thomas Kirsten   | FWA       | 70,6                |
| 2008 | Thomas Kirsten   | FWA       | 72,1                |
| 2001 | Thomas Kirsten   | FWA       | 72,5                |
| 1994 | Thomas Kirsten   | FWV A     | 71,4                |

### Wappen
Beschreibung: Das Wappen ist in Rot und Blau gespalten und in Gold geteilt. Rechts ein goldener Bischof mit Stab und links ein in Weiß und Rot geteilter doppelschwänziger Löwe. Unten ein arbeitender kniender schwarzgekleideter Bergmann.

### Städtepartnerschaften
- Dubí, Tschechien
- Košťany, Tschechien
- Sulz am Neckar, Baden-Württemberg

## Kultur und Sehenswürdigkeiten

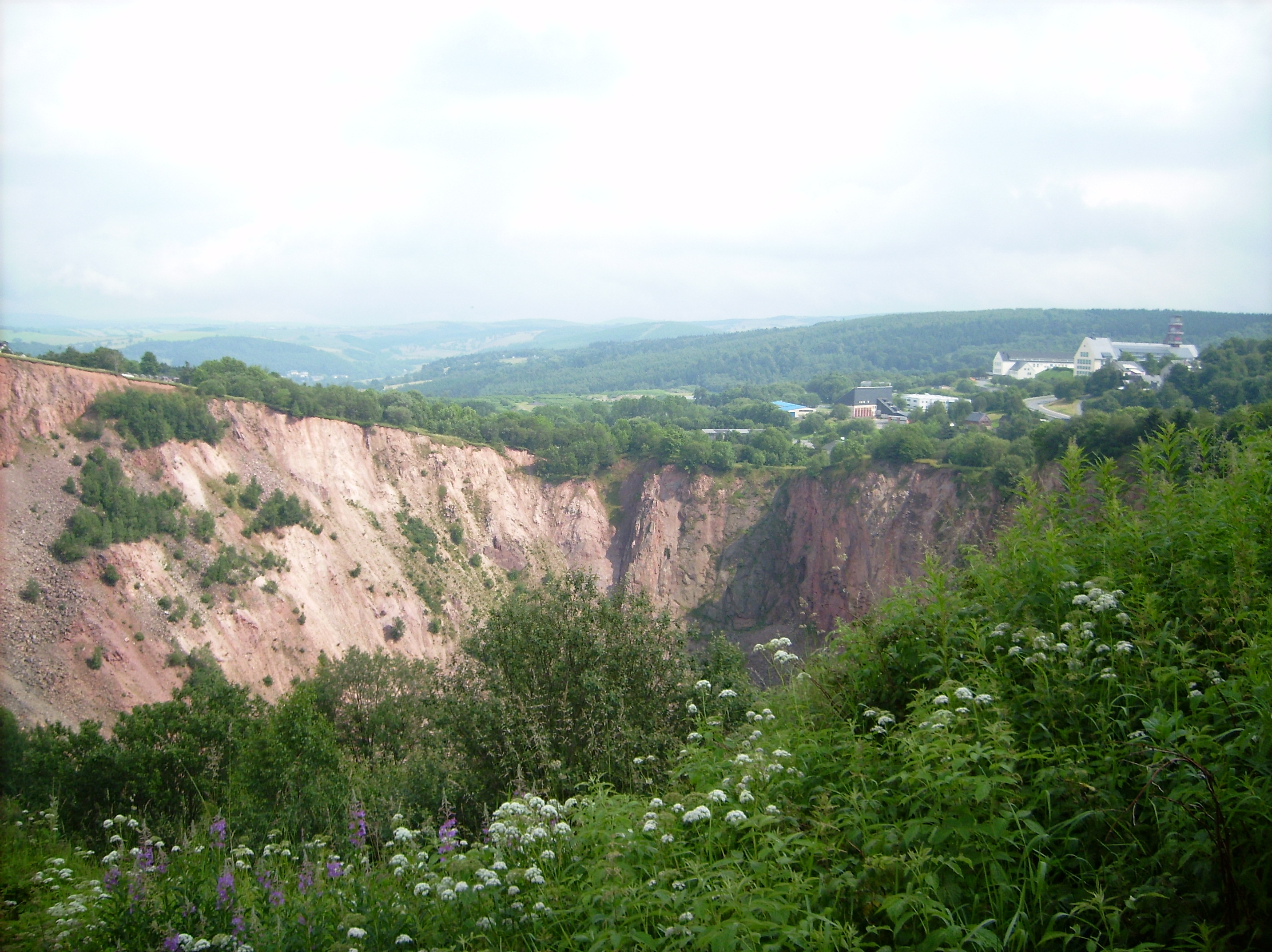
Blick über die Pinge

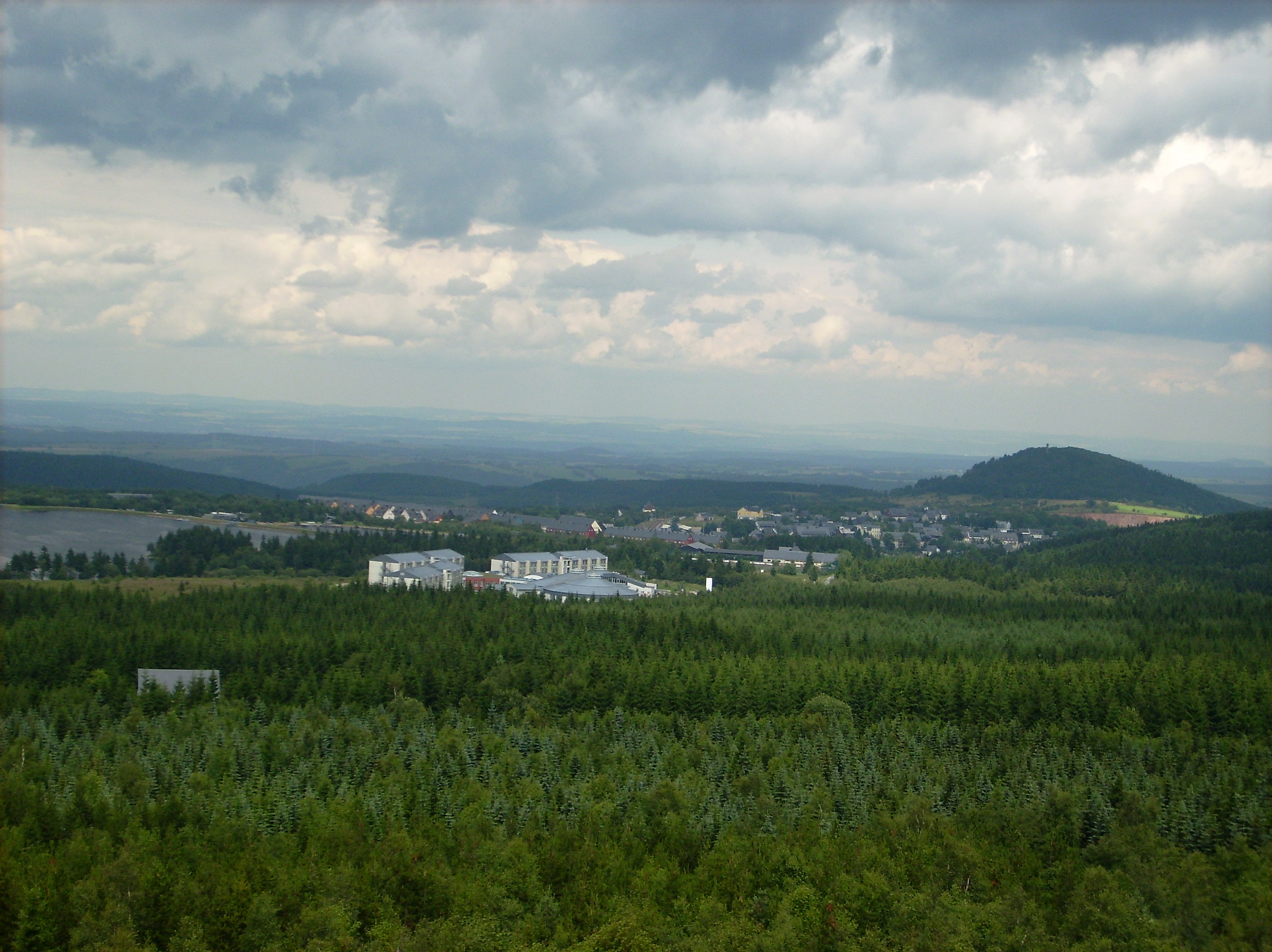
Blick vom Kahleberg auf Altenberg – Im Hintergrund der Geisingberg

- siehe auch: Liste der Kulturdenkmale in Altenberg

### Bergbau, Bauwerke, Landschaftsteile
Der Altenberger Zinnerzbergbau ist eine ausgewählte Stätte für die vorgesehene Kandidatur zum UNESCO-Welterbe Montanregion Erzgebirge.
- Pinge
- Glocken des Friedens und Kurpark (im Ortsteil Bärenfels)
- Geisingberg
- Kahleberg
- Jagdschloss Rehefeld
- Grenzüberschreitender Bergbaulehrpfad
- Kursächsische Postdistanzsäule und königlich-sächsischer Meilenstein (Stationsstein) am Platz des Bergmannes sowie königlich-sächsischer Meilenstein (Ganzmeilenstein) als Kilometerstein an der Straße nach Rehefeld-Zaunhaus, letztere von den Postkursen nach Sayda und Frauenstein
- Botanischer Garten Schellerhau
- Georgenfelder Hochmoor

### Kirche

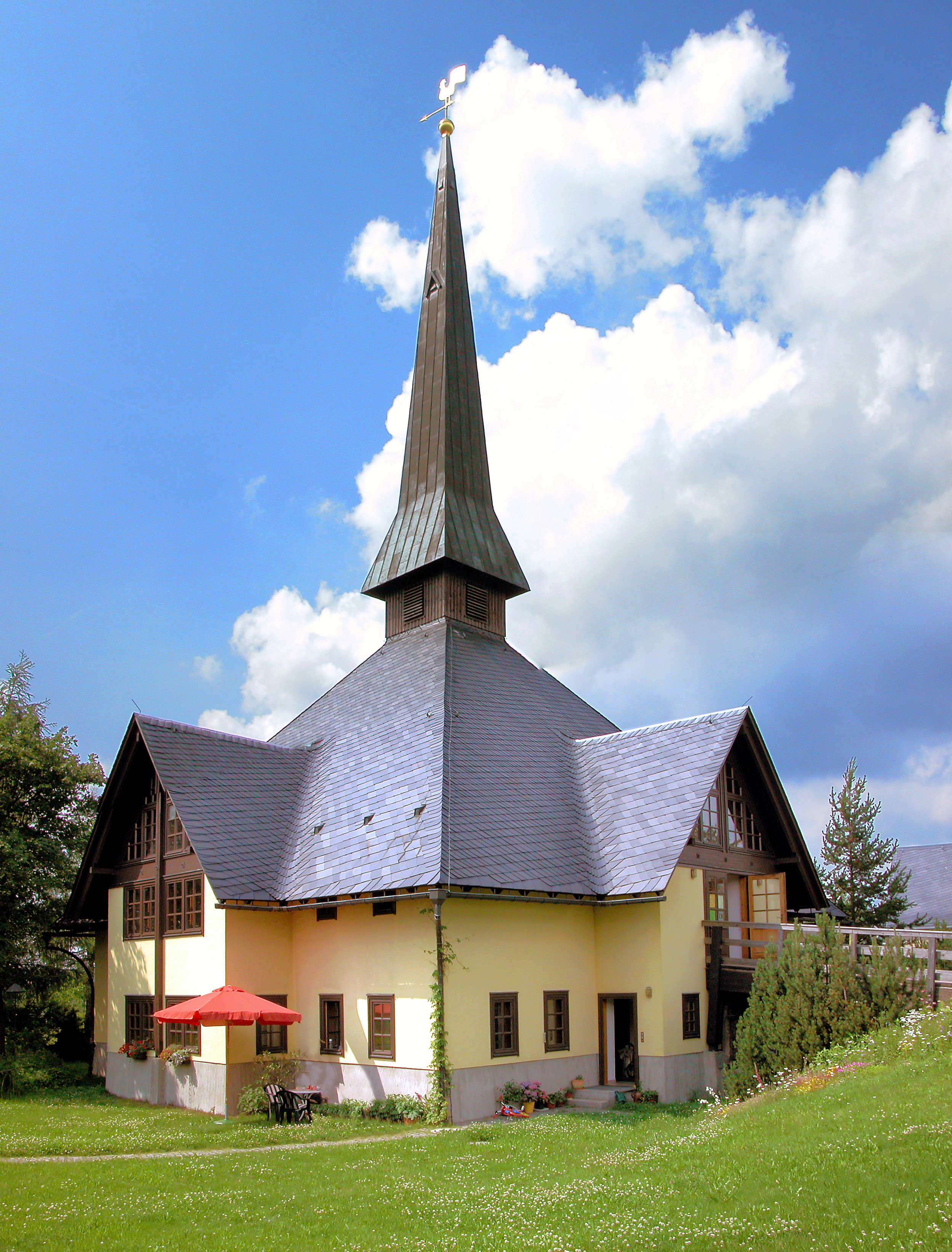
Ev. Kirche Altenberg, Neubau 1989–1991

Die evangelische Kirche Altenberg (Adresse: Dippoldiswalder Straße 6a) ist ein Nachfolgebau der früheren Stadtkirche St. Nikolaus. Diese war im Kern spätgotisch und häufigen Bränden (zuletzt 1876) ausgesetzt. Es folgten jeweils bauliche Umformungen. 1878 wurde der Chor als Polygon umgestaltet, ein Satteldach errichtet und der Turm mit spitzem Helm umgebaut. Die Innenausstattung war neugotisch. Noch nach dem Ende des Zweiten Weltkriegs, am 9. Mai 1945, wurde die Kirche von der sowjetischen Luftwaffe mehrfach bombardiert, dabei erlitten die Kirche, das Gemeindehaus, das Diakonat, das Pfarramt sowie die Stadt schwerste Zerstörungen. Die Ruine trug man 1953 ab. Die heutige Kirche entstand zwischen Mai 1989 und Dezember 1991.

### Museen und Ausstellungen
- Bergbaumuseum Altenberg

Das 1957 eröffnete technische Museum befindet sich in einer ursprünglich im 16. Jahrhundert erbauten und nach Sanierung technisch wieder funktionsfähigen Zinnpochwäsche. Es zeigt in Verbindung mit dem 180 m langen Neubeschert-Glück-Stollen (aufgefahren 1802–1849, Schaustollen seit 1971) den Weg des Zinns vom Abbau bis zur Aufbereitung.
- Besucherbergwerk Vereinigt Zwitterfeld zu Zinnwald in Zinnwald-Georgenfeld

Das 1992 eröffnete Besucherbergwerk erschließt den 1686 von der Adelsfamilie von Bünau aufgefahrenen Tiefe-Bünau-Stollen. Imposant ist vor allem die durch Feuersetzen entstandene Reichtroster Weitung. Der knapp drei Kilometer lange Rundgang führt unter Tage bis an die deutsch-tschechische Grenze.

### Naherholung
- Naherholungsgebiet Galgenteiche mit Campingplatz und Riesenrutsche
- Bäderlandschaft in der Rehaklinik Raupennest
- Naherholungsgebiet im Umfeld der Kapelle Oberbärenburg

### Kulinarische Spezialitäten
Kulinarische Spezialitäten der Umgebung sind Kräuterliköre mit regional passenden Namen wie „Knappenfeuer“, „Kufenwärmer“, „Pyramidenöl“ und andere, die in verschiedenen Marken seit 1842 in der Altenberger Kräuterlikörfabrik hergestellt werden.

### Naturschutz
- Siehe auch: Liste der Naturdenkmale in Altenberg (Erzgebirge)

## Gedenkstätten und Denkmale
- Opfer des Faschismus (OdF)-Denkmal an der Straße nach Schellerhau, unweit der Schneise 31, zur Erinnerung an die am 4. Juli 1935 nach dem Schmuggel über die tschechoslowakische Grenze erschossenen Kommunisten Max Niklas, Walter Richter und Arthur Thiermann.
- OdF-Gedenkstein aus dem Jahre 1945 auf dem Friedhof an der Mühlenstraße für elf unbekannte KZ-Häftlinge, die im April 1945 von SS-Männern ermordet wurden.
- Kriegerdenkmal auf dem Friedhof an der Mühlenstraße für die namentlichen bekannten Gefallenen des Ersten Weltkrieges.
- Gedenkstein mit Kreuz auf dem Friedhof an der Mühlenstraße für die Opfer des Zweiten Weltkrieges.
- Grabstätten auf dem Friedhof an der Mühlenstraße für sowjetische Soldaten.
- Gedenkstein mit Medaillon auf dem Friedhof an der Mühlenstraße, Grab des Heimatdichters und Sänger Max Nacke.
- Denkmal, Gneismonolith mit wappenähnlicher Bronzetafel, geschaffen 1932 vom Dresdner Bildhauer Johannes Ernst Born, in der Nähe vom Alten Raupennest für den Ehrenbürger Max Gross.
- Goethedenkmal am Aschergraben, Monolith mit Gedenktafel und Relief sowie vorgelagerten Stein mit Inschrift.
- Denkmal Bronzefigur auf Natursteinsockel Der Skiläufer Bahnhofsvorplatz, geschaffen 1931 vom Dresdner Bildhauer Rudolf Löhner.
- Denkmal an der Neustadt/Hirschsprunger Straße, Gedenkstein mit Konterfei und Inschrift für den Heimatdichters und Sänger Max Nacke.
- Stützmauer mit Bergmannsbrunnen an der alten Kirchterrasse (Rathausstraße).
- Kursächsische Postmeilensäule von 1722 mit farbig gefassten Wappenreliefs an der Dresdner Straße.
- Denkmal für Anton Günther an der Zinnwalder Straße mit Brunnen, Naturstein mit Medaillon mit Konterfei, an der Zinnwalder Straße.
- Bronzefigur auf Natursteinsockel Bergmann mit Pressluftwerkzeug am Arno-Lippmann-Schacht, Zinnwalder Straße 5.
- Bronzefigur Caroline, Einfahrt Gesundheitszentrum Raupennest Rehefelder Straße.[21]

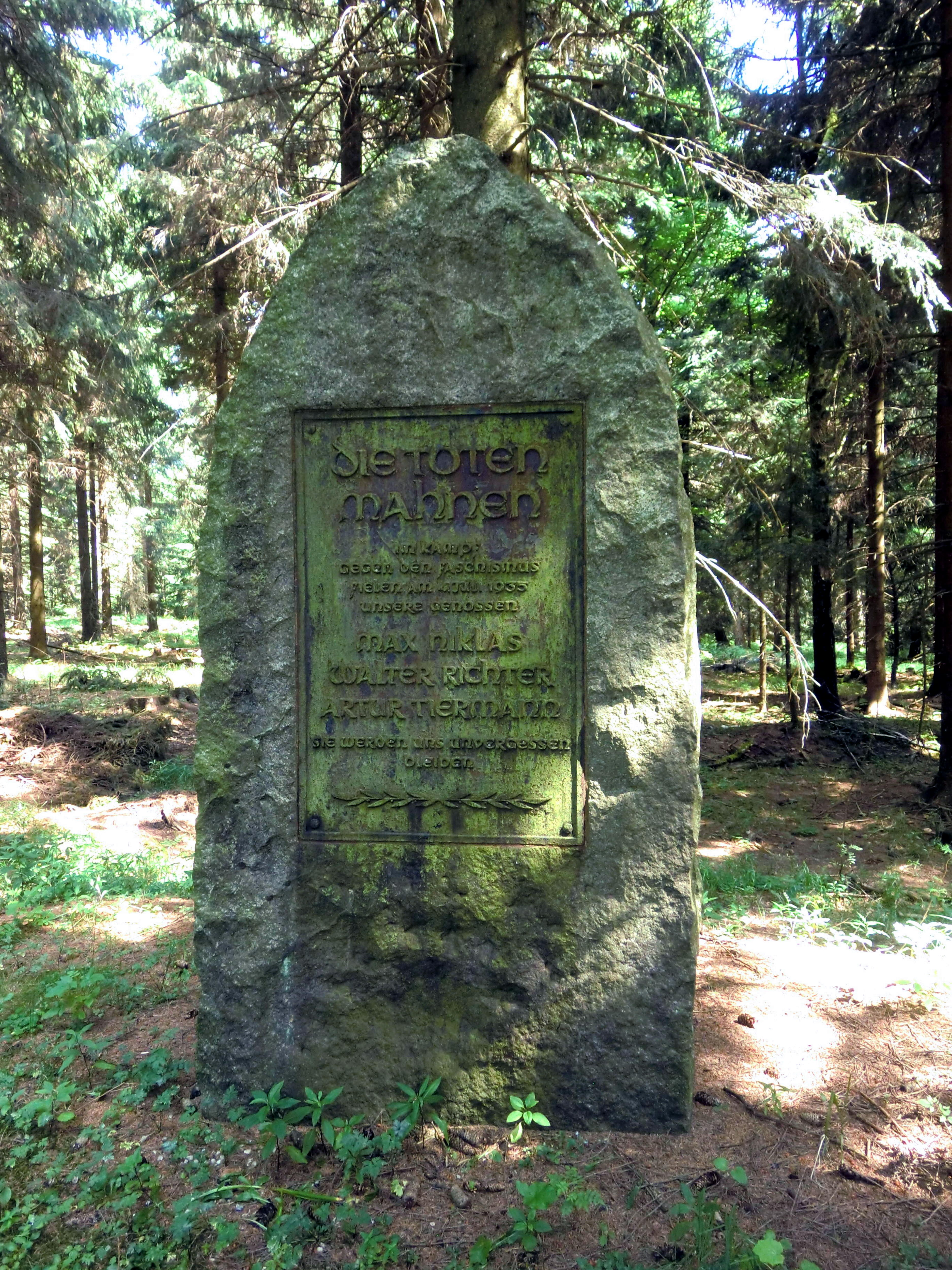
OdF-Denkmal Schneise 31
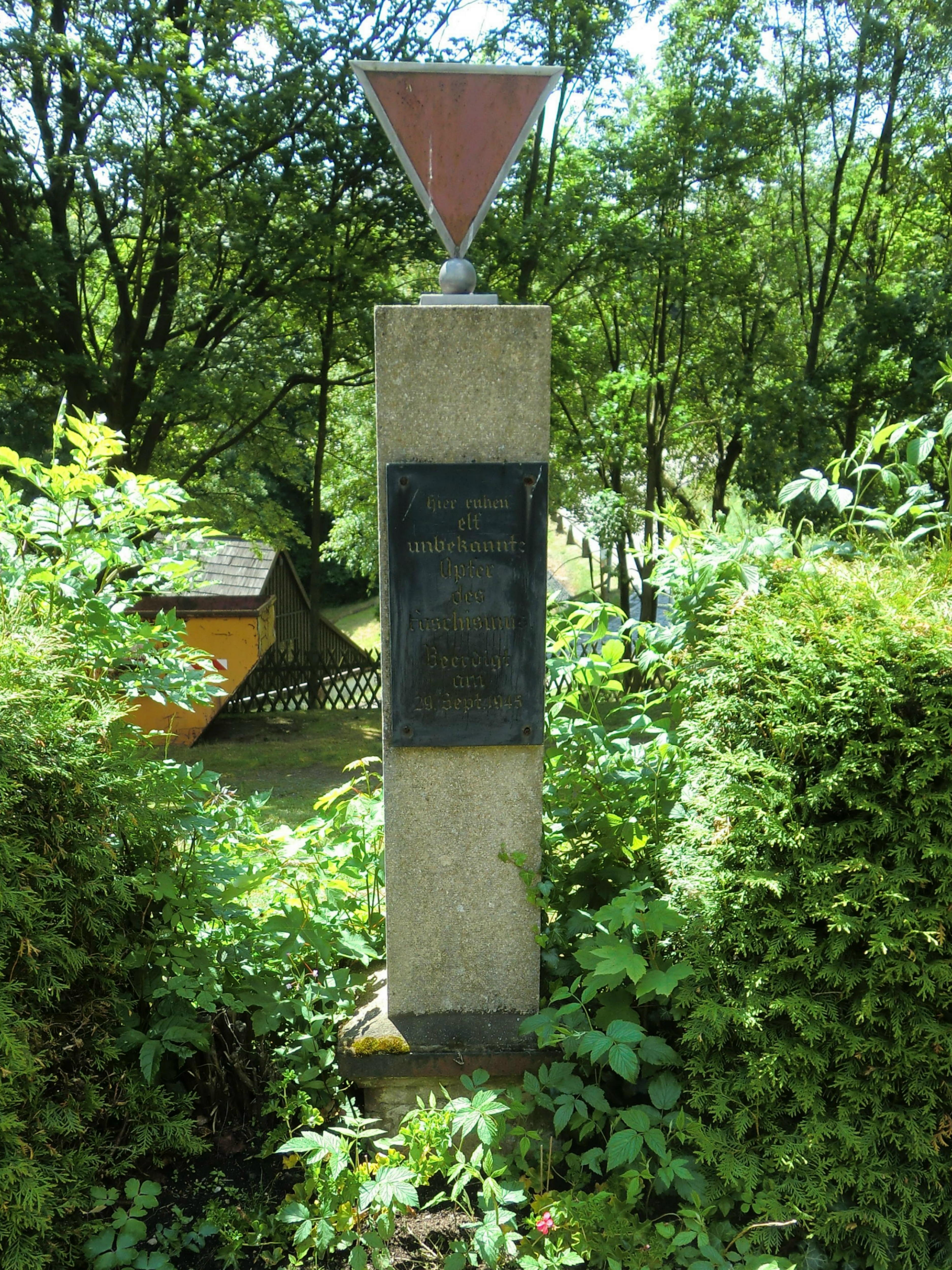
OdF-Denkmal Friedhof
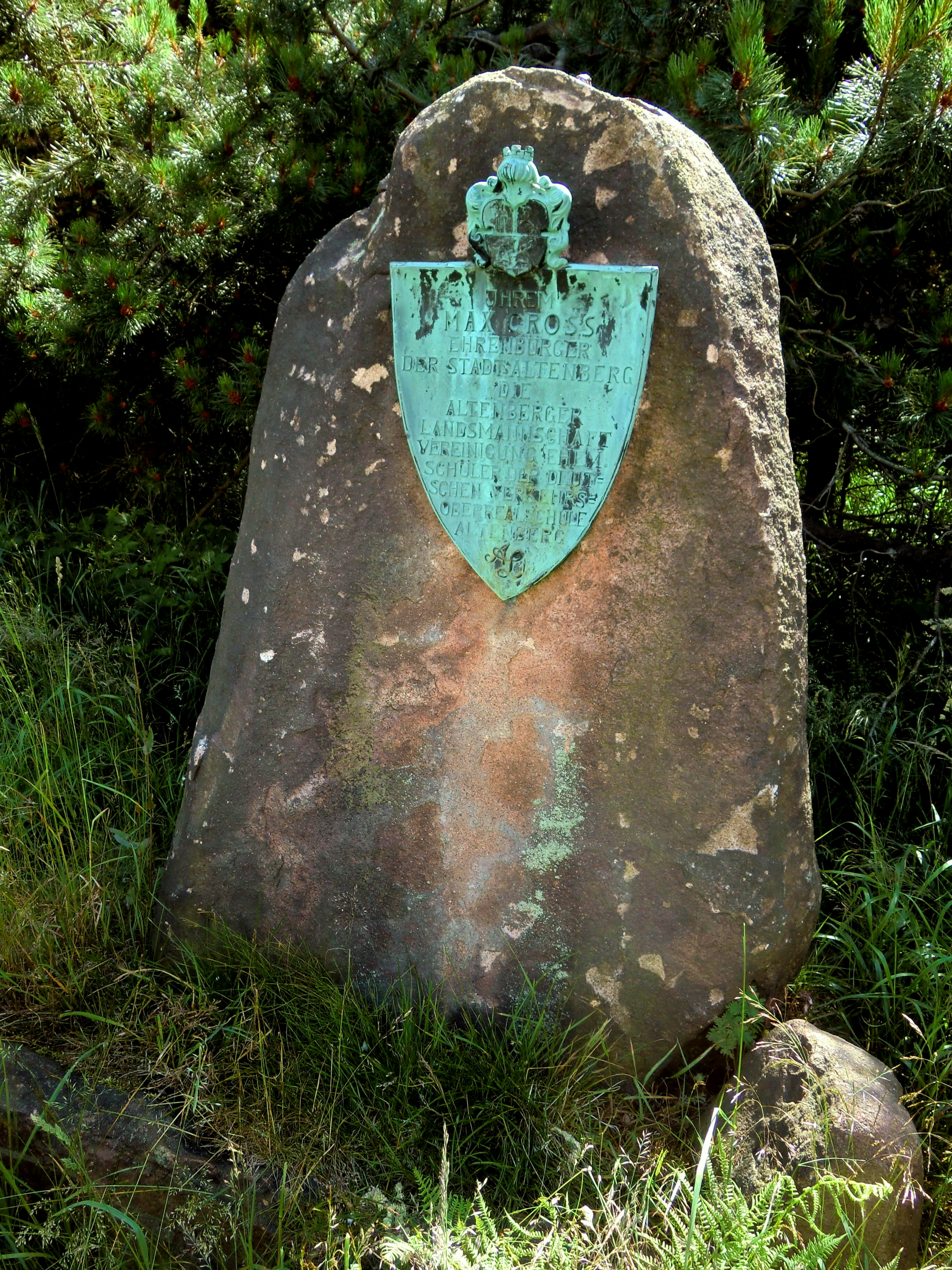
Denkmal für Max Gross
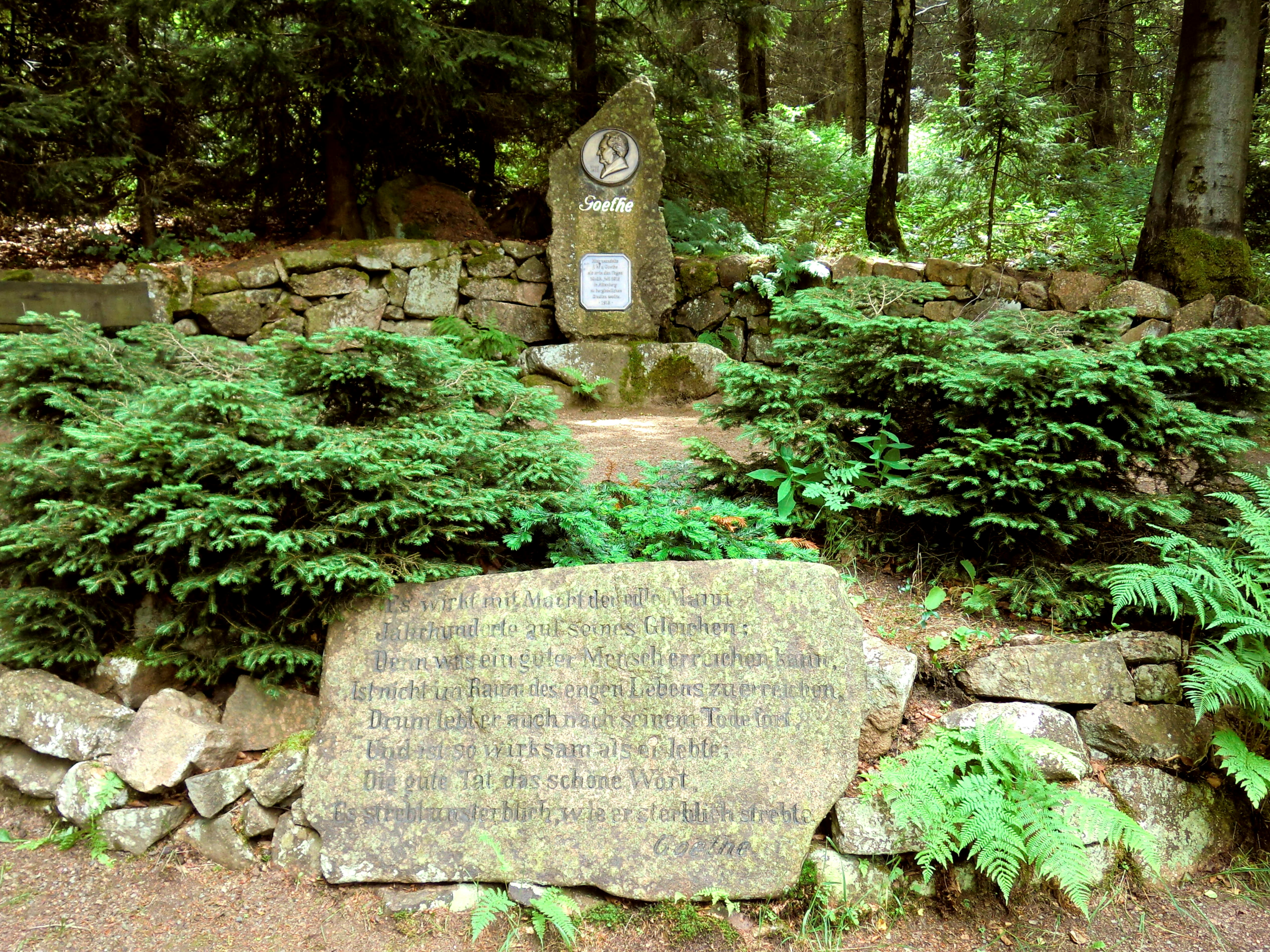
Goethedenkmal am Aschergraben
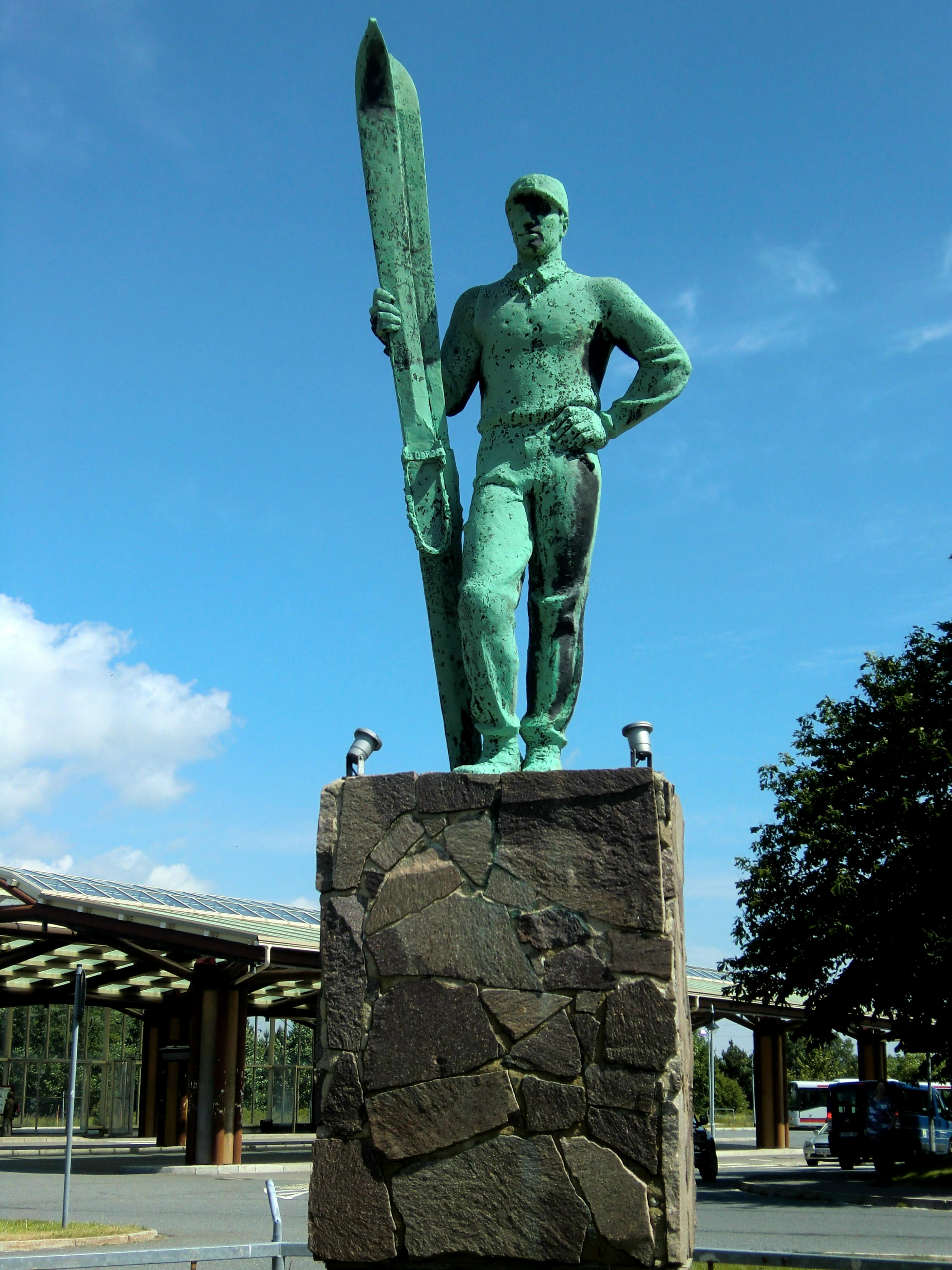
Skiläuferdenkmal
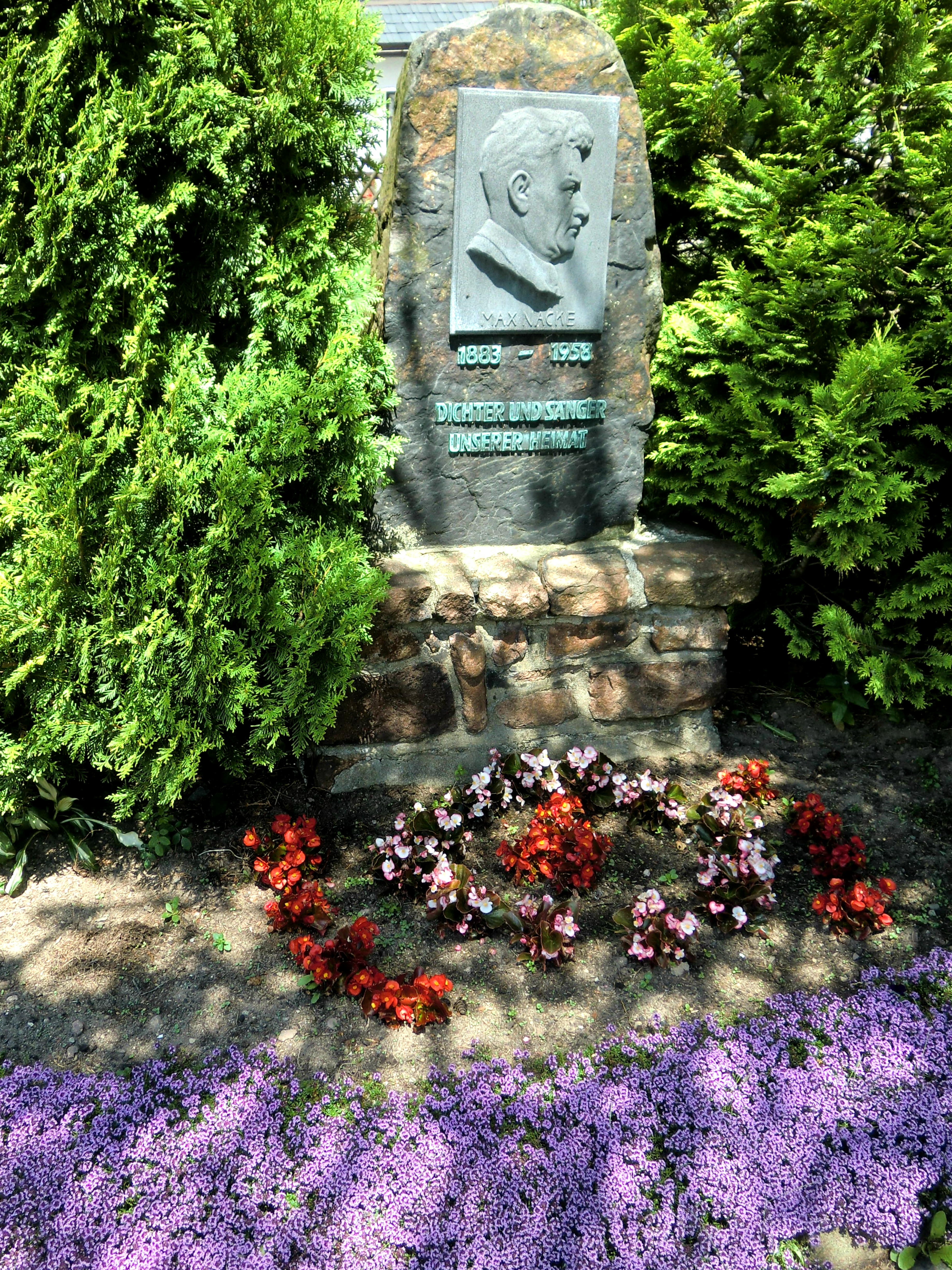
Heimatdichter und Sänger Max Nacke
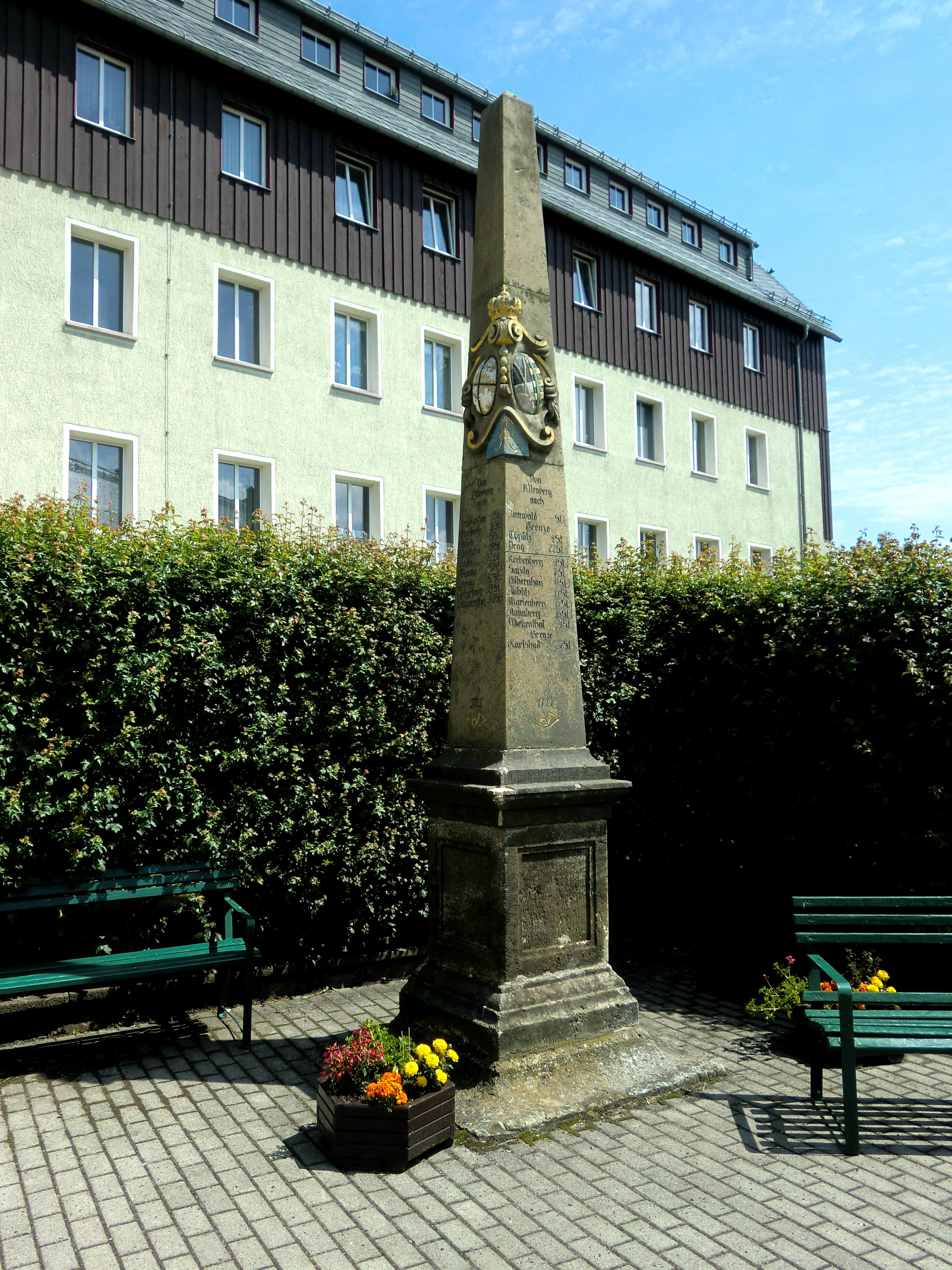
Kursächsische Postmeilensäule
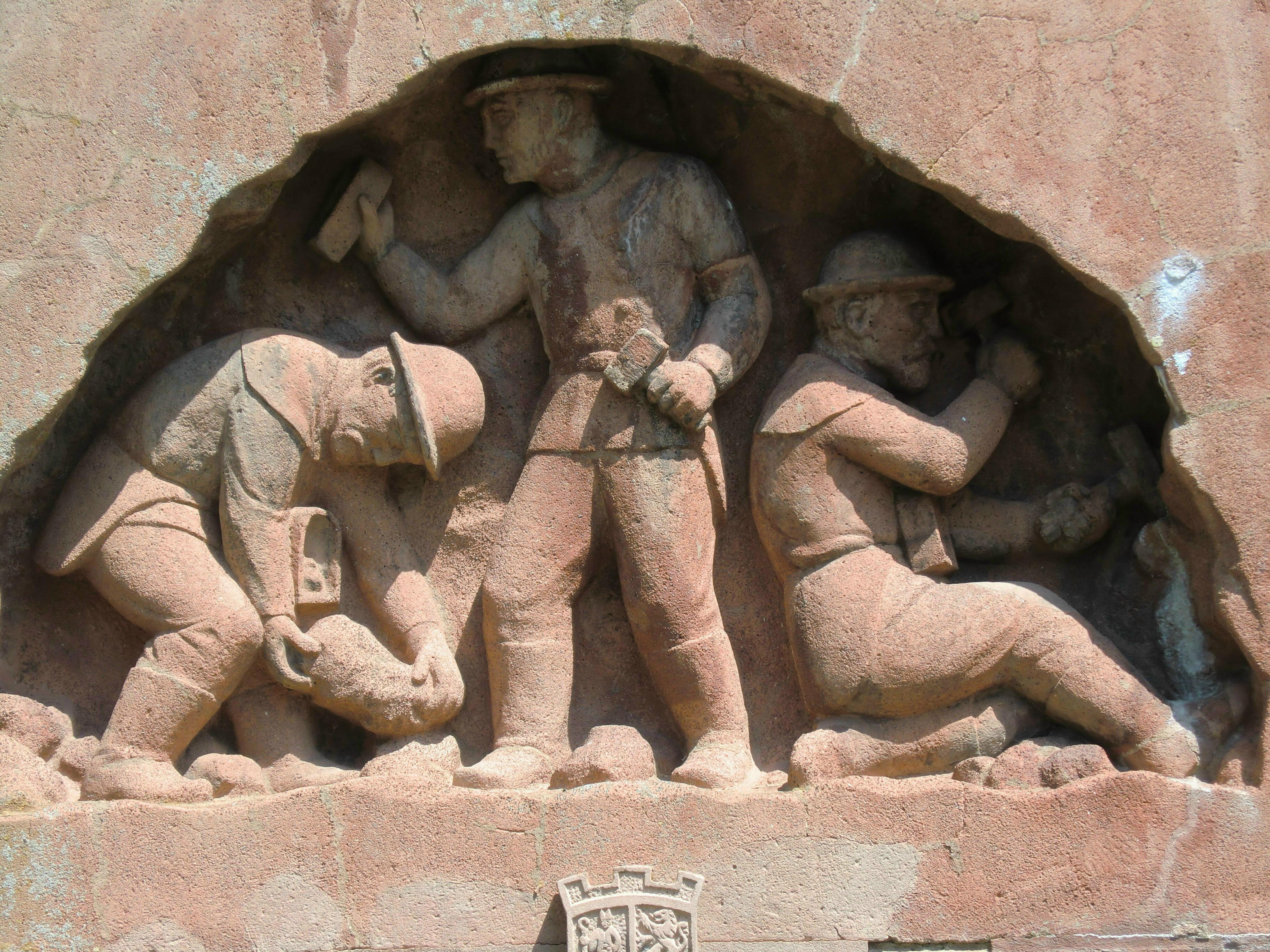
Bergmannsbrunnen, Detail
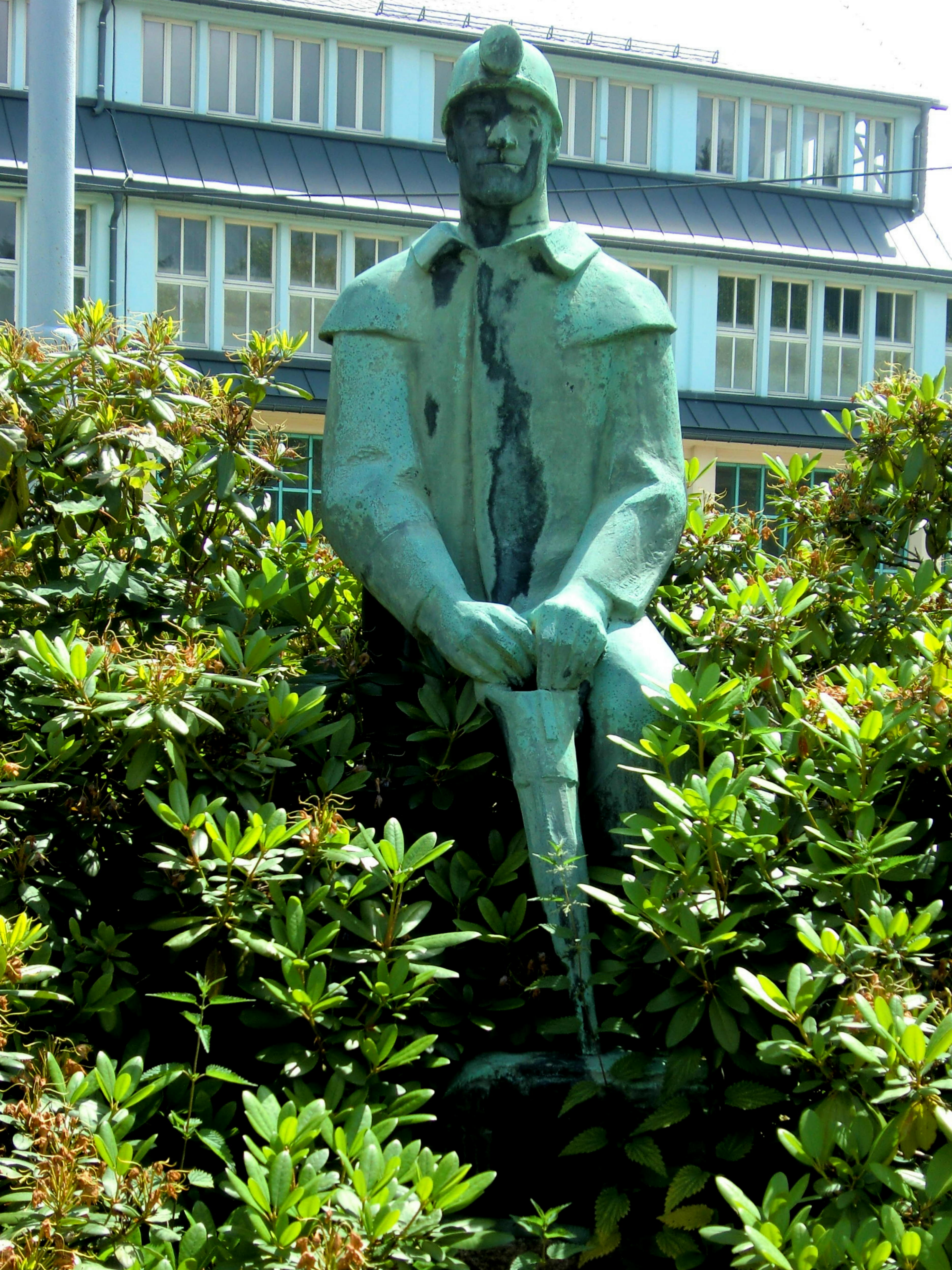
Bergmannsdenkmal
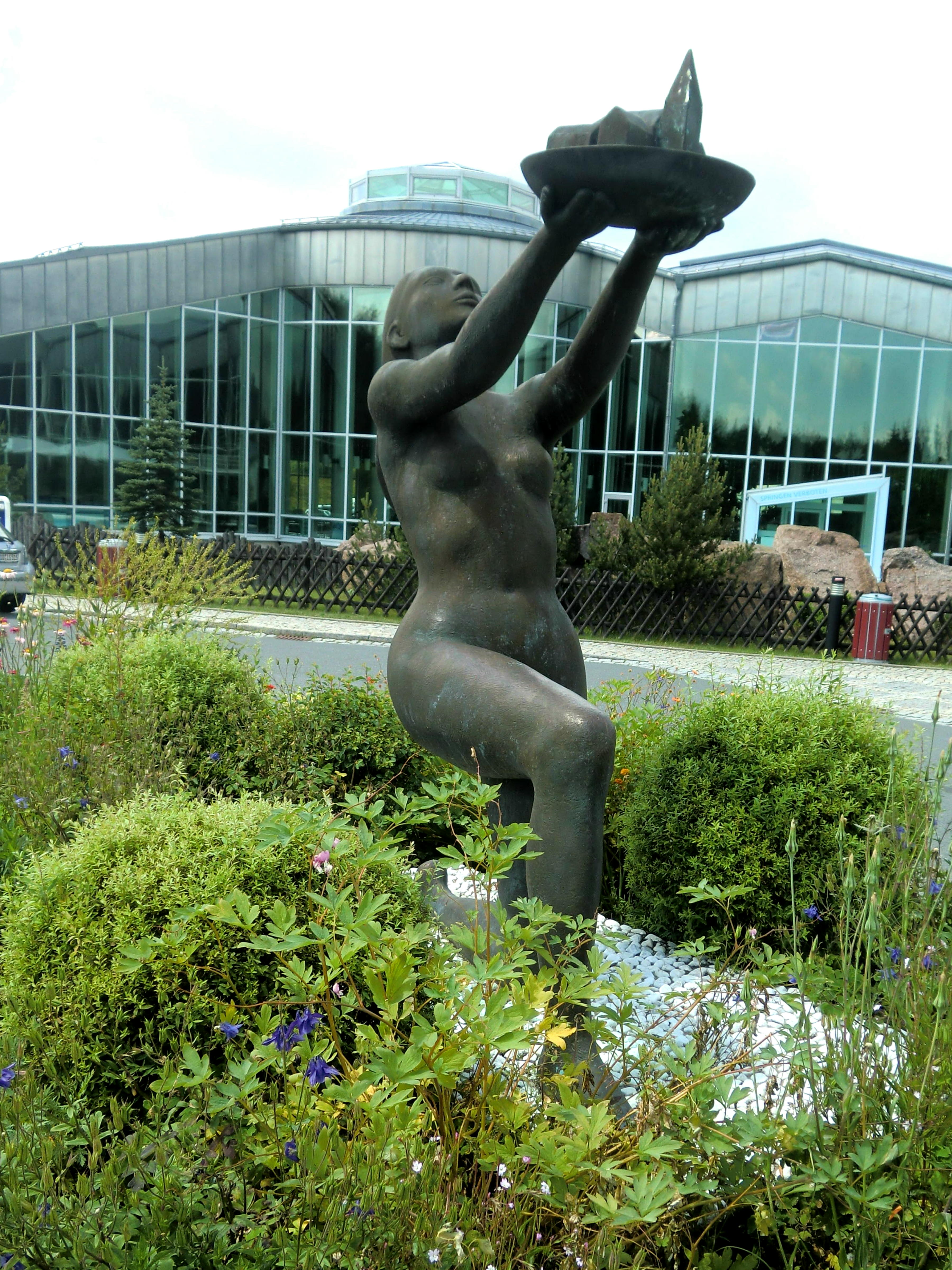
Bronzefigur Caroline, Gesundheitszentrum Neues Raupennest

## Wintersport

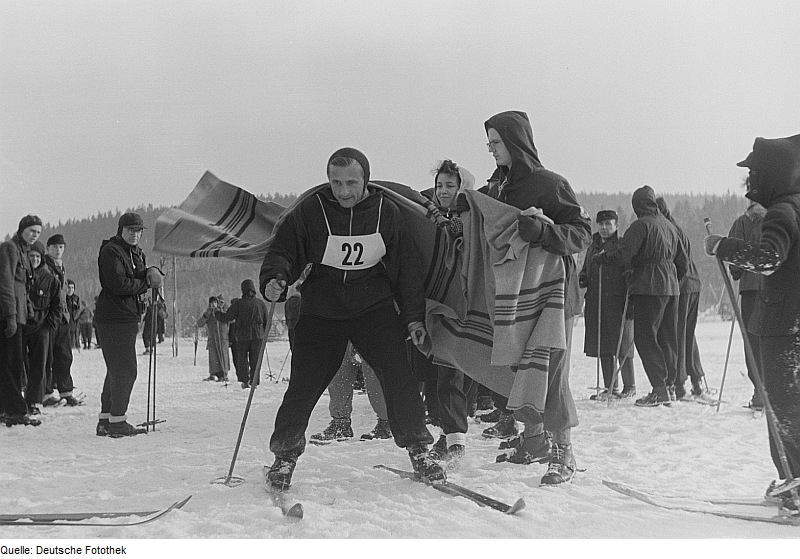
Skilanglaufwettkampf 1952

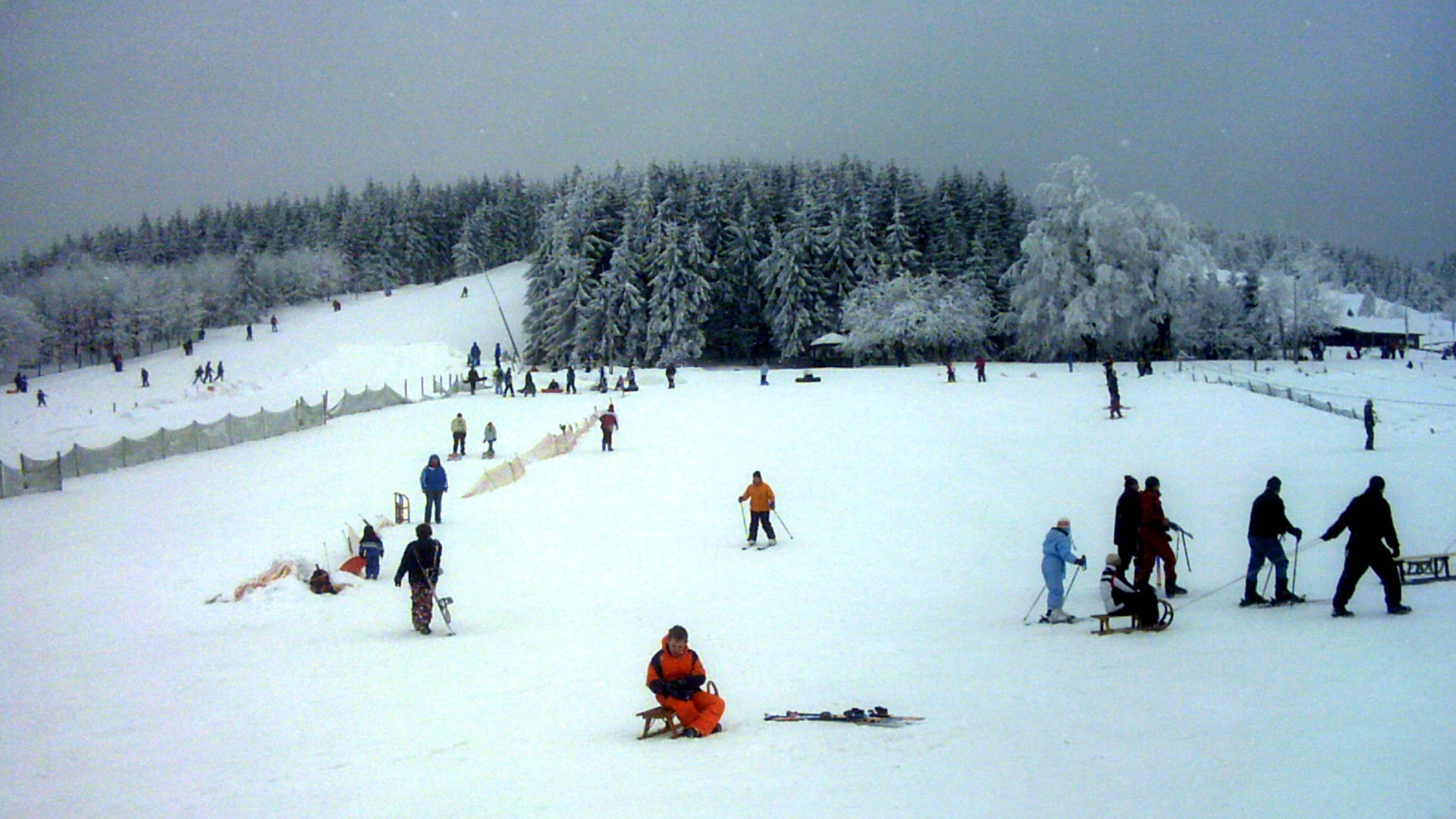
Ski- und Rodelhang in Altenberg

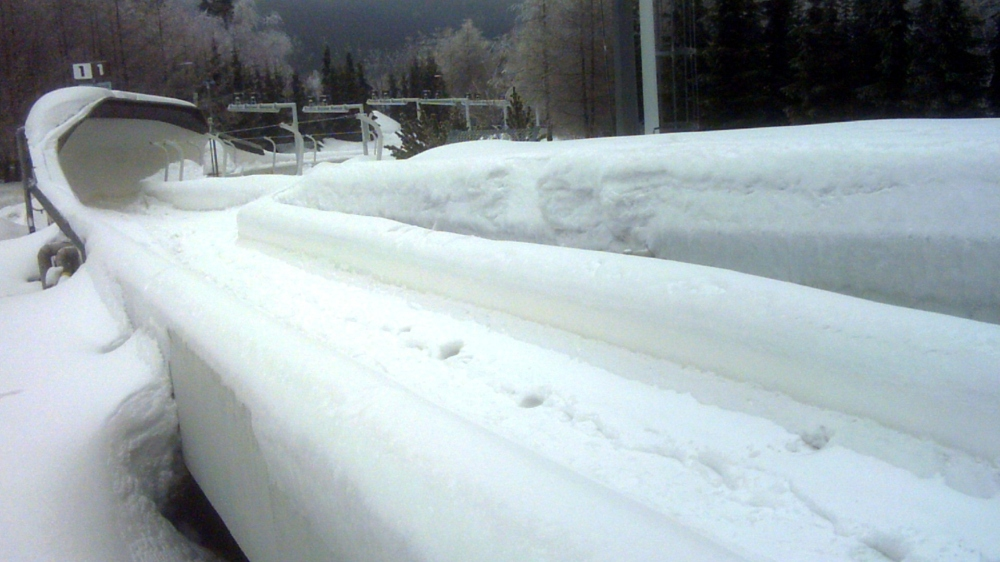
Bobbahn Altenberg

Altenberg gilt als internationales Wintersportzentrum. Bis in die 1950er Jahre gab es am Geisingberg eine Sprungschanze und ein Eisstadion. Seit 1986 existiert eine Rennschlitten- und Bobbahn.
- Rennschlitten- und Bobbahn: 1.413 m lang; 17 Kurven; Höhenunterschied 122 m; Gefälle bis 15 %; Geschwindigkeiten bis 130 km/h fahrbar; Austragungsort von Weltcups, Europa- und Weltmeisterschaften im Bobsport, Rennrodeln und Skeleton. 2021 fanden auf der Bahn bereits zum siebten Mal Bob- und Skeleton-Weltmeisterschaften statt.
- Landesleistungssportzentrum (Mountainbike, Skeleton, Rennrodeln, Bobsport)
- Sparkassen Arena Osterzgebirge (Biathlon, Langlauf)
- Sommerrodelbahn
- Skilifte
- Loipennetz, Skihang mit Beschneiung

## Wirtschaft und Infrastruktur

### Verkehr

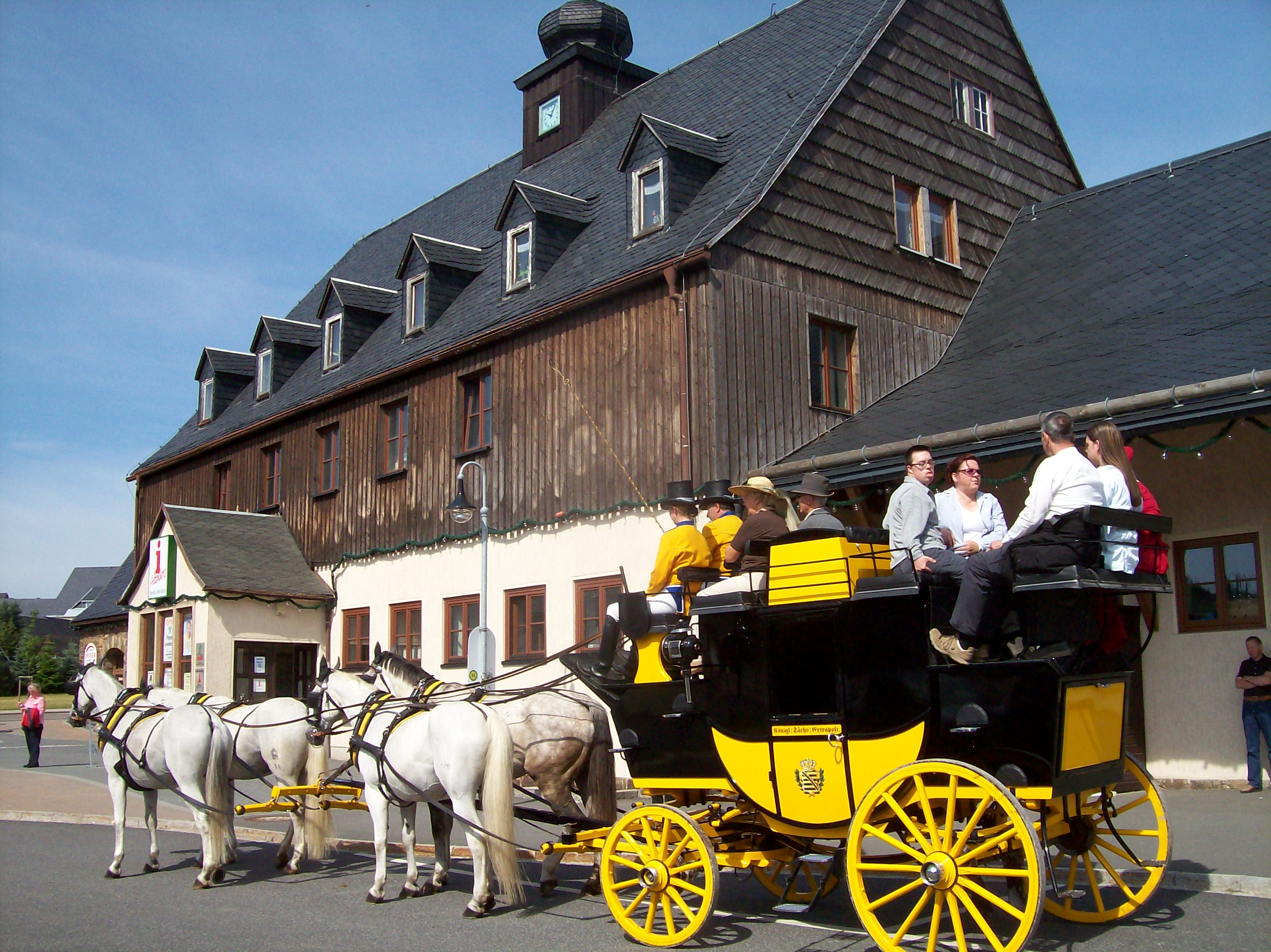
Postkutschenhalt im Sommer am Eisenbahn- und Busbahnhof

#### Straße
Altenberg liegt an der Bundesstraße 170, die Dresden über Zinnwald mit Nordböhmen und Prag verbindet. Diese Straße hat sich seit ihrem Bau in den 1840er Jahren zu einer wichtigen Verbindungen zwischen Sachsen und der Tschechischen Republik entwickelt. Als Europastraße 55 war sie Teil des von Skandinavien nach Südosteuropa verlaufenden paneuropäischen Verkehrskorridors IV. Infolge der veränderten Wirtschaftsentwicklung nach der deutschen Wiedervereinigung sowie der EU-Osterweiterung hatte sich ihr Verkehrsaufkommen insbesondere im Schwerlastverkehr stark erhöht. Dies lag auch darin begründet, dass der Grenzübergang Zinnwald-Georgenfeld  bis zur Inbetriebnahme der Bundesautobahn 17 und des dortigen Grenzübergangs bei Börnersdorf-Breitenau im Dezember 2006 der einzige zwischen dem Vogtland (Bad Brambach) und der Oberlausitz (Neugersdorf) liegende, für den Lkw-Verkehr uneingeschränkt nutzbare Übergang zwischen Sachsen und Böhmen war. Er zeichnete sich nach dem Neubau der Abfertigungsanlagen (2001) durch sehr kurze Lkw-Abfertigungszeiten (15 Minuten) aus, was zusätzlichen Verkehr anzog. Dadurch wurde Altenberg im Sommer 2005 von etwa 3.900 Lkw pro Tag passiert. Dieser Durchgangsverkehr (etwa alle 22 Sekunden ein Lastauto) stellte eine große Belastung (Lärm, Gefahrenquelle etc.) nicht nur für Altenberg selbst, sondern auch für den Ortsteil Kipsdorf dar. Von März bis 21. Dezember 2006 war deshalb die chronisch überlastete B 170 für den bergwärts fahrenden Schwerlastverkehr gesperrt und wurde erst wieder mit der Inbetriebnahme der Bundesautobahn 17 Dresden–Prag frei gegeben.

#### Schiene
Seit 1923 ist der Bahnhof Altenberg Endpunkt der 38 km langen Müglitztalbahn, die die Bergstadt durch das Müglitztal mit Heidenau und dem oberen Elbtal verbindet. Die Bahnstrecke hat einen wesentlichen Beitrag zur Entwicklung Altenbergs zum Wintersportzentrum im Osterzgebirge geleistet. Zunächst als Schmalspurbahn angelegt, wird sie seit 1938 als Normalspurbahn betrieben. Seit 2002 setzte DB Regio Südost auf der Regionalbahnlinie 72 anstelle lokbespannter Züge Triebwagen des Typs Siemens Desiro Classic (DB-Baureihe 642) im Reisezugverkehr ein. Seit dem 12. Dezember 2010 verkehrte auf der Müglitztalbahn die Städtebahn Sachsen (SBS), die ebenfalls Siemens Desiro Classic einsetzte. 2019 musste die SBS Konkurs anmelden und den Betrieb einstellen. Nach einer Notvergabe übernahm Transdev Regio Ost für zwei Jahre den Betrieb. Seit 10. Dezember 2021 verkehrt wieder die DB Regio Südost auf der Müglitztalbahn. Auch sie setzt Siemens Desiro Classic ein, allerdings in einem modernisierten Zustand. An Wochenenden verkehrt von Dresden Hbf nach Kurort Altenberg ein als „Ski- und Wanderexpress“ vermarkteter Regionalexpress (RE 19).
| Linie | Linienverlauf                                                                  | Takt                        | Betreiber       | Bemerkungen       |
| ----- | ------------------------------------------------------------------------------ | --------------------------- | --------------- | ----------------- |
| RB72  | Kurort Altenberg – Geising – Glashütte(Sachs) – Weesenstein – Dohna – Heidenau | 60 (Werktags) / 120 (Sa/So) | DB Regio Südost |                   |
| RE19  | Kurort Altenberg – Geising – Glashütte(Sachs) – Dohna – Heidenau – Dresden Hbf | Ein Zugpaar                 | DB Regio Südost | Nur am Wochenende |

#### Busverkehr
Am Bahnhof Kurort Altenberg befindet sich auch der Busbahnhof von Altenberg. Umsteigemöglichkeiten bestehen hier zwischen der Müglitztalbahn und insgesamt sechs Buslinien des Regionalverkehrs Sächsische Schweiz-Osterzgebirge (RVSOE), die Altenberg mit den umliegenden Orten verbinden, unter anderem auch mit der tschechischen Grenzstadt Teplice.
| Linie | Linienverlauf                                                                  | Betreiber | Bemerkungen                             |
| ----- | ------------------------------------------------------------------------------ | --------- | --------------------------------------- |
| ⁺360  | Dresden – Dippoldiswalde - Kurort Altenberg (-> 398 Zinnwald – Dubi – Teplice) | RVSOE     | Fährt ab Altenberg als 398 nach Teplice |
| 367   | Geising – Zinnwald – Kurort Altenberg – Schellerhau – Kurort Kipsdorf          | RVSOE     |                                         |
| 368   | Glashütte – Lauenstein – Geising – Kurort Altenberg                            | RVSOE     | In Schulferien nur einzelne Fahrten     |
| 370   | Dippoldiswalde – Schmiedeberg – Falkenhain – Oberbärenburg - Kurort Altenberg  | RVSOE     |                                         |
| 373   | Kurort Altenberg – Rehefeld – Hermsdorf                                        | RVSOE     |                                         |
| 398   | (als 360 aus Dresden) Kurort Altenberg – Zinnwald – Dubi – Teplice             | RVSOE     |                                         |

### Ansässige Unternehmen (Auswahl)
- Johannesbad Fachklinik & Gesundheitszentrum Raupennest (Johannesbad Raupennest GmbH & Co KG) (210 Beschäftigte)
- Gurofa GmbH, Uhrenhersteller, OT Bärenstein, ca. 90 Beschäftigte (2022)
- FeinwerkTechnik GmbH, Getriebe und Präzisionsteile, OT Geising, ca. 100 Beschäftigte (2022)
- Herbrig & Co. GmbH, CNC Dreherei, OT Bärenstein, ca. 175 Beschäftigte (2021)
- Spinner GmbH, Kabelhersteller, OT Lauenstein, ca. 90 Beschäftigte (2017)

### Bildung
In Altenberg gibt es eine Grundschule und die Außenstelle Altenberg des „Glückauf“-Gymnasiums Dippoldiswalde/Altenberg mit sportlicher Ausrichtung (Eliteschule des Sports). Eine Oberschule befindet sich im Nachbarort Geising. Eine weitere Grundschule befindet sich in Lauenstein.

## Persönlichkeiten

### Ehrenbürger
- Hans Alexander von Bosse (* 1835, † 1898), Jurist und Politiker, von 1874 bis 1877 Amtshauptmann in Dippoldiswalde, in dieser Funktion maßgeblich am Wiederaufbau Altenbergs nach dem Stadtbrand von 1876 beteiligt, Stiftungsgeber zur Unterstützung bedürftiger Altenberger, Namensgeber des Bosseplatzes (seit 1939), Ehrenbürger seit 1877
- Adolf Fürchtegott Büttner, Fabrikant und Stadtrat, Stiftungsgeber zur Unterstützung bedürftiger Altenberger, Ehrenbürger seit 1881, Namensgeber der Büttnerstraße
- Max Gross (* 1880, † 1931), Oberpostdirektor in Dresden, Mitbegründer und später Vorsitzender der Altenberger Landsmannschaft (Verein ehemaliger Altenberger Schüler), Ehrenbürger seit 1929
- Hans-Georg Günzel († 2015), Pfarrer in Schellerhau, Ehrenbürger seit 2001[23]
- Paul Haucke (* 1859, † 1935), Pfarrer in Altenberg, Mitbegründer und Leiter der Post- und Eisenbahnschule, Ehrenbürger seit 1907, Namensgeber der Paul-Haucke-Straße
- Anton Unger (* 1831, † 1909), Jurist und Fabrikant aus Riesa, verbrachte seine Sommermonate in Altenberg und gründete 1905 eine Stiftung für bedürftige Einwohner, Ehrenbürger seit 1905, Namensgeber der Anton-Unger-Straße

### Söhne und Töchter der Stadt
- Basilius Köhler, 1586–1589 Kreuzkantor in Dresden
- Friedrich Leibnütz (1597–1652), Jurist, Philosoph
- Christoph Meißner (1703–1780), Lehrer und Chronist
- Johann Gottlob Bergold (1742–1803), Rechtswissenschaftler
- Georg Victor Schmid (1811–unbekannt), Jurist, Archivar und Bibliothekar
- Ernst Viktor Schellenberg (1827–1896), Schriftsteller
- Max Nacke (1883–1958), Mundartdichter
- Fritz Große (1904–1957), Widerstandskämpfer, DDR-Botschafter
- Richard von Rosen (* 1922 in Hirschsprung; † 2015), Generalmajor, Verteidigungsattaché an der Deutschen Botschaft in Paris
- Theo Schumann (1928–1990), Jazzmusiker und Bandleader („Theo Schumann Combo“)
- Dieter Hofmann (1941–2020), Kunstturntrainer
- Horst Koschka (* 1943), Biathlet
- Manfred Beer (* 1953), Biathlet
- Ralf Eißler (* 1958), Politiker (PDS)
- Michael Rösch (* 1983), Olympiasieger mit der Biathlon-Herrenstaffel bei den Olympischen Winterspielen 2006 in Turin

### Persönlichkeiten, die vor Ort gewirkt haben
- Balthasar Rösler (1605–1673), 1663–1673 Bergmeister und Markscheider in Altenberg
- Ehregott Leberecht Meutzner, Bergbeamter, Bergschullehrer und Zeichner in Altenberg
- Hans Richard Heinmann (1875–1947), Maler und Graphiker des sächsischen Osterzgebirges
- Josef Kaiser (1910–1991), Architekt und Städtebauer, ist in Altenberg gestorben
- Helmut Kempe (1916–1997), Architekt und Stadtplaner
- Wolfgang Barsch (* 1946), Geologe, Leiter des Besucherbergwerks Vereinigt Zwitterfeld